# Военно-морской флот Российской Федерации

Малая эмблема ВМФ

Вое́нно-морско́й флот (ВМФ) — один из трёх видов вооружённых сил России. ВМФ Российской Федерации является преемником ВМФ СССР.

## Название

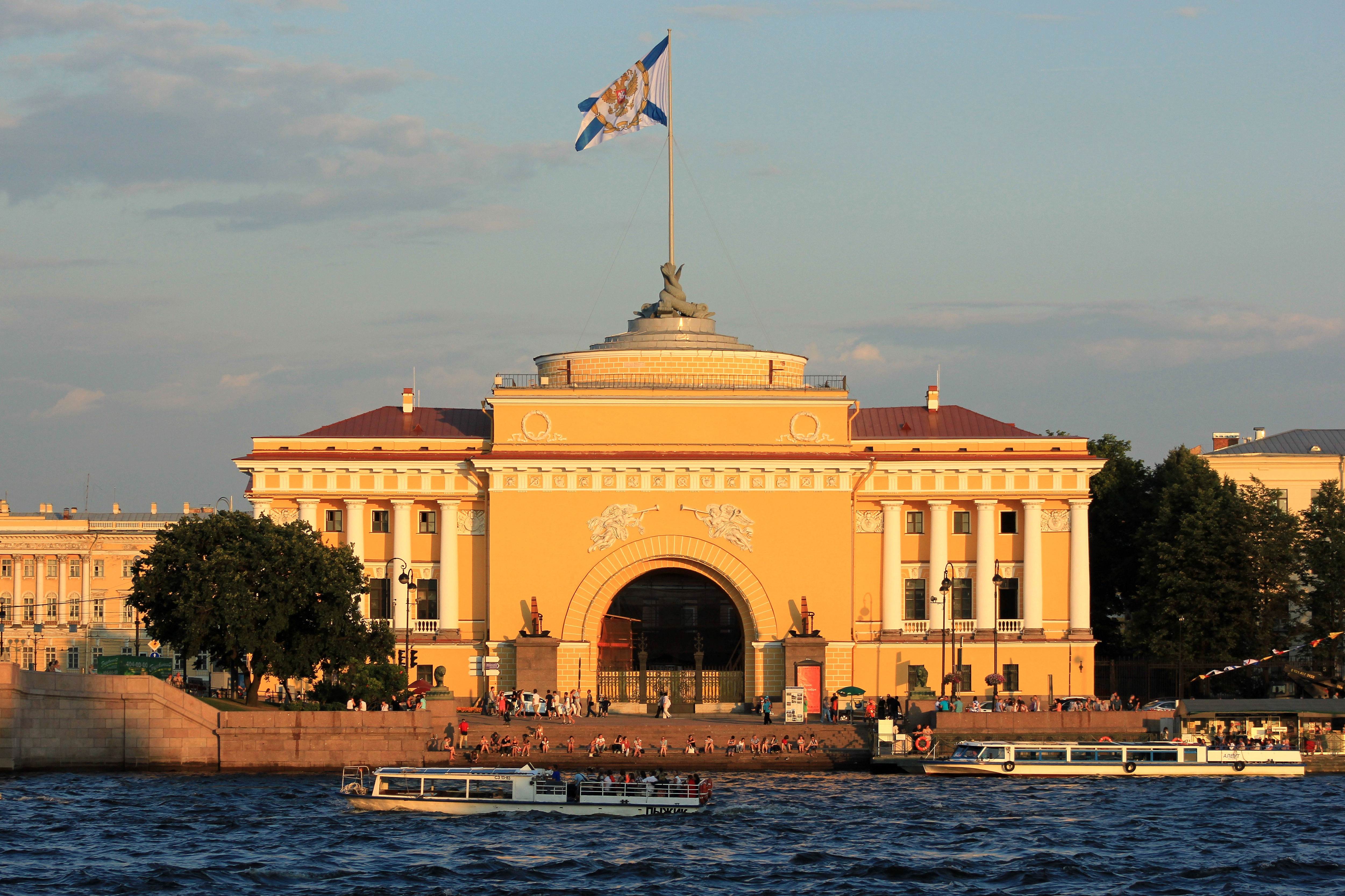
Главный штаб ВМФ в Санкт-Петербурге

Есть два варианта написания названия флота:
1. Военно-Морской Флот Российской Федерации (все слова с заглавной буквы);
2. Военно-морской флот Российской Федерации.

- Первый вариант рекомендуется специалистами интернет-портала Грамота.ру[4] со ссылкой на «Краткий справочник по оформлению актов Совета Федерации Федерального Собрания Российской Федерации»[5] как соответствующий нормам официальной речи[6]. Эти же специалисты, тем не менее, признают лингвистическую правильность второго варианта.
- Второй вариант соответствует правилам русской орфографии и подтверждается нормативными словарями русского языка[7].

## Цели и задачи
В настоящее время Правительством Российской федерации на ВМФ возложены следующие задачи:
- сдерживание от применения военной силы или угрозы её применения в отношении России;
- защита военными методами суверенитета страны, распространяющегося за пределы её сухопутной территории на внутренние морские воды и территориальное море, суверенных прав в исключительной экономической зоне и на континентальном шельфе, а также свободы открытого моря;
- создание и поддержание условий для обеспечения безопасности морехозяйственной деятельности в Мировом океане;
- обеспечение военно-морского присутствия России в Мировом океане, демонстрация флага и военной силы, визиты кораблей и судов ВМФ;
- обеспечение участия в осуществляемых мировым сообществом военных, миротворческих и гуманитарных акциях, отвечающих интересам государства[8].

## История

### Предыстория
До петровского периода правления Русское царство не вело масштабной и систематической военной деятельности на море, так как не обладало постоянным выходом к тем морям, на которых существовала военная угроза и сильные противники. Русские корабли на Каспийском и Белом морях выполняли, в основном, торговые и рыбопромысловые функции. Необходимость в создании полноценно действующих военно-морских сил возникла по мере обретения Русским царством доступа к Балтийскому, Азовскому и Чёрному морям.
Тем не менее, ряд эпизодов этого периода, относящихся к русским военным силам на море — документирован.
В древности флот использовался в ходе каспийских походов, русско-византийских войн и шведско-новгородских войн. В 1496 году в ходе русско-шведской войны князья Иван и Петр Ушатые совершили морской поход на кораблях русских поморов — пройдя через Белое море, обогнули Кольский полуостров, захватили три шведских корабля и вторглись в северную часть Финляндии.
Первое вооружённое трёхмачтовое судно, построенное в России по европейскому стандарту, было спущено на воду в Балахне в 1636 году во время правления царя Михаила Фёдоровича. Корабль был построен кораблестроителями из Гольштейна и получил название «Фредерик». Судно ходило под флагом Гольштейна, в своё первое плавание «Фредерик» отправился 30 июля (9 августа) 1636 года из Нижнего Новгорода вниз по Волге, держа путь в Персию. 27 октября (6 ноября) 1636 года «Фредерик» вышел в Каспийское море, а 12 ноября (22 ноября) он попал в мощный шторм, продолжавшийся три дня. Корабль был сильно повреждён и посажен на мель, чтобы спасти груз и команду. В дальнейшем он был вытащен на берег недалеко от Дербента и разграблен местными жителями.
22 июля (1 августа) 1656 года русская гребная флотилия воеводы Петра Потёмкина разбила эскадру шведских кораблей близ острова Котлин и захватила 6-пушечную галеру. Сражение у острова Котлин рассматривается историками как первая документированная русская победа на море в новое время. Ранее, 30 июня (10 июля) 1656 года, эта же флотилия воеводы Потёмкина участвовала во взятии шведской крепости Ниеншанц (Канцы), расположенной в устье реки Охты.
Во время русско-шведской войны 1656—1658 годов, русские войска захватили шведские крепости Дюнамюнде и Кокенгузен (переименован в Царевичев-Дмитриев) на Западной Двине. Боярин Афанасий Ордин-Нащокин основал судостроительную верфь в Царевичеве-Дмитриеве и начал строительство кораблей для плавания на Балтийском море. В 1661 году Россия и Швеция заключили Кардисский мирный договор, по результатам которого Россия возвратила все завоёванные территории и была вынуждена уничтожить все корабли, заложенные в Царевичеве-Дмитриеве.
А. Л. Ордин-Нащокин пригласил голландских кораблестроителей в помощь русским мастерам в село Дединово, расположенное на реке Оке, где зимой 1667 года началось строительство кораблей. В течение двух лет были построены четыре корабля: фрегат «Орёл» и три меньших судна. «Орёл» считается первым русским парусным кораблём, с 1669 года он находился в Астрахани. По одной версии корабль был сожжён в 1670 году мятежными казаками Степана Разина, по другой — был захвачен отрядами Разина и переведён в протоку Кутум, где простоял несколько лет и пришёл в полную негодность.
Масштабное строительством морского флота было начато Петром I. В отличие от других морских держав того времени, например Швеции, в которой шхерные эскадры представляли собой небольшие формирования судов для действия на мелководье и проведения небольших десантных операций и подчинялись непосредственно адмиралам корабельного (батарейного) флота, Армейский флот Петра действовал самостоятельно и очень удачно в благоприятных для этого условиях Балтийского моря. Наряду с гребными судами, Петр I также активно развивал строительство военных судов европейского строя.
Февральская революция, Октябрьская революция и последовавшая за ними Гражданская война в России изрядно дезорганизовали структуру Российского императорского флота. Экипажи морских судов переходили, в основном, на сторону большевиков, при этом терялась основная часть офицерского состава, в том числе путём физической расправы и убийств. В период наиболее активных боевых действий гражданской войны Балтийский флот практически сразу перешёл на сторону красный. Черноморский флот был, в основном, дезорганизован и частично затоплен по условиям Брестского мира.
По итогам гражданской войны произошло резкое сокращение корабельного состава Морских сил, унаследованных РСФСР от Российской Империи. Вследствие убыли боевых кораблей (потопленных, захваченных противником, интернированных Антантой, или полностью утративших боеспособность) общее водоизмещение кораблей МС РККА на начало 1921 года составляло всего лишь 16,2 % от суммарного водоизмещения Российского императорского флота. В 1921 году по сравнению с 1917 годом в боевом составе флота оставалось всего 5,5 % линейных кораблей, 0 % крейсеров, 10 % эскадренных миноносцев, 5,8 % подводных лодок, 2,7 % минных и сетевых заградителей, 4,9 % канонерских лодок, 7,2 % посыльных и сторожевых судов. Потери противоминных кораблей и катеров были наименее чувствительными, а наиболее тяжёлыми — в классе крейсеров.
Общая деградация затронула и другие рода сил флота. Так, число батарей береговой артиллерии на Балтике сократилось в три раза, на Чёрном море — в два раза, а на Русском Севере система береговой обороны перестала вообще существовать. Авиационные части МС РККА были ликвидированы в 1920 году, и в оперативном подчинении флотских командиров остались лишь немногочисленные воздушные отряды, в составе которых к началу 1921 года было всего 36 устаревших самолётов с высокой степенью физического износа.
Взятый советским правительством курс на сокращение флота привёл к тому, что с марта 1921 по декабрь 1922 года численность личного состава Морских сил РККА была сокращена с 86 580 до 36 929 человек, а объём ассигнований на военное судостроение и судоремонт — сокращены примерно в 3,3 раза. Как признавали сами советские руководители, боеспособного военно-морского флота после гражданской войны в СССР не было.
Попытки восстановления флота предпринимались уже начиная с конца 1921 года, годом-двумя позднее они приобрели более направленный характер, но реальное восстановление флота началось только в 1930ых годах. К началу Великой Отечественной войны корабельный состав РККФ насчитывал 3 линейных корабля, 7 крейсеров, 59 лидеров и эскадренных миноносцев, 218 подводных лодок, 269 торпедных катеров, 22 сторожевых корабля, 88 тральщиков, 77 охотников за подводными лодками и ряд других кораблей и катеров, а также вспомогательных судов. В постройке находилось 219 кораблей, в том числе 3 линейных корабля, 2 тяжелых и 7 легких крейсера, 45 эсминцев, 91 подводная лодка.
Развитие советского ВМФ в послевоенный период происходило в условиях обостряющейся холодной войны, когда на первое место вышла задача противостояние флотам США и государств НАТО.
К началу 1980-х годов ВМФ СССР превратился в мощный сбалансированный флот, способный решать оперативно-стратегические задачи на отдаленных океанских и морских театрах военных действий и противостоять агрессии с моря.

В 1991 году был принят на вооружение тяжёлый авианесущий крейсер «Адмирал Флота Советского Союза Кузнецов» — первый советский классический авианосец.

### Создание

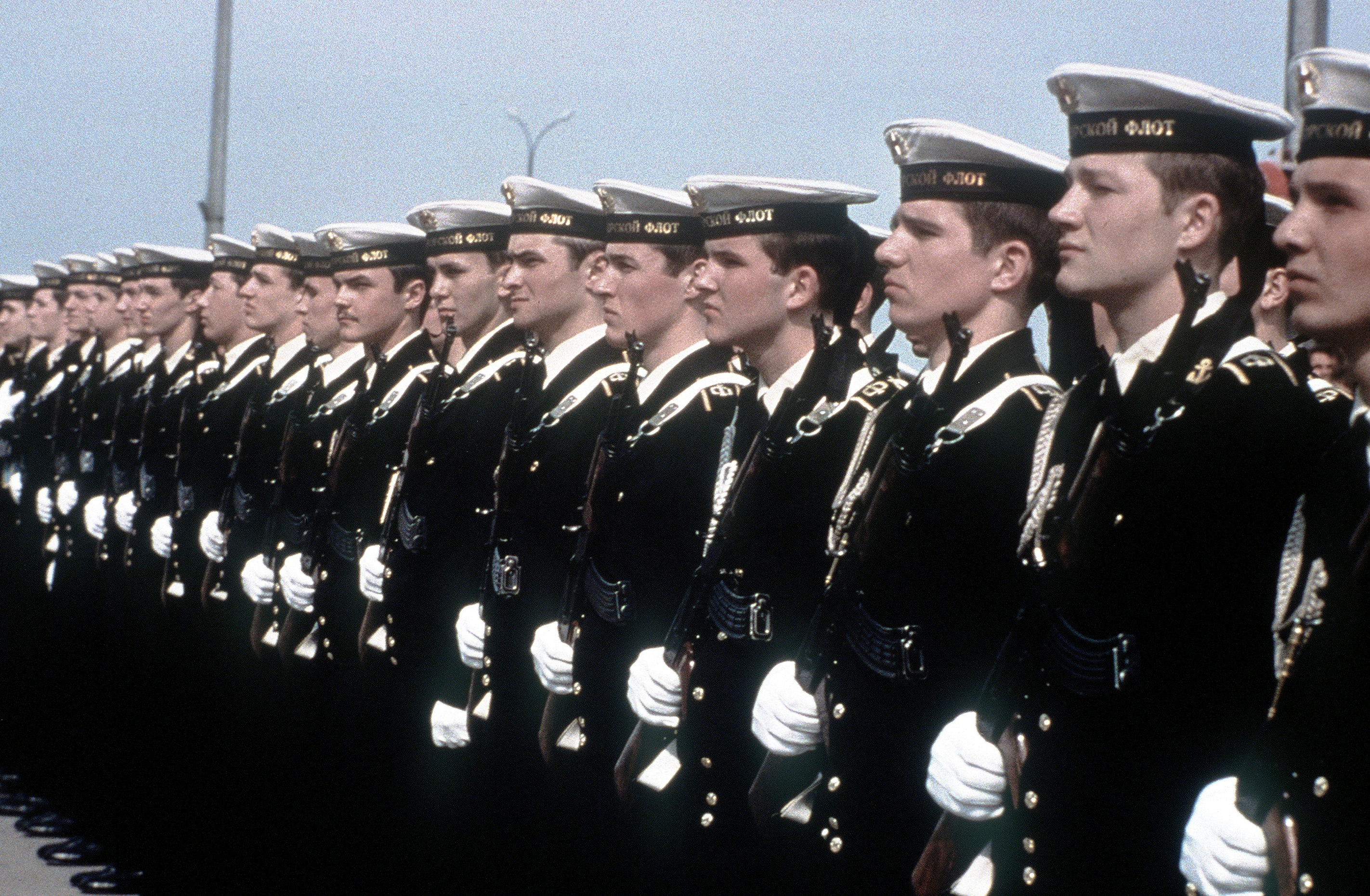
Моряки ВМФ СССР. 1982 год

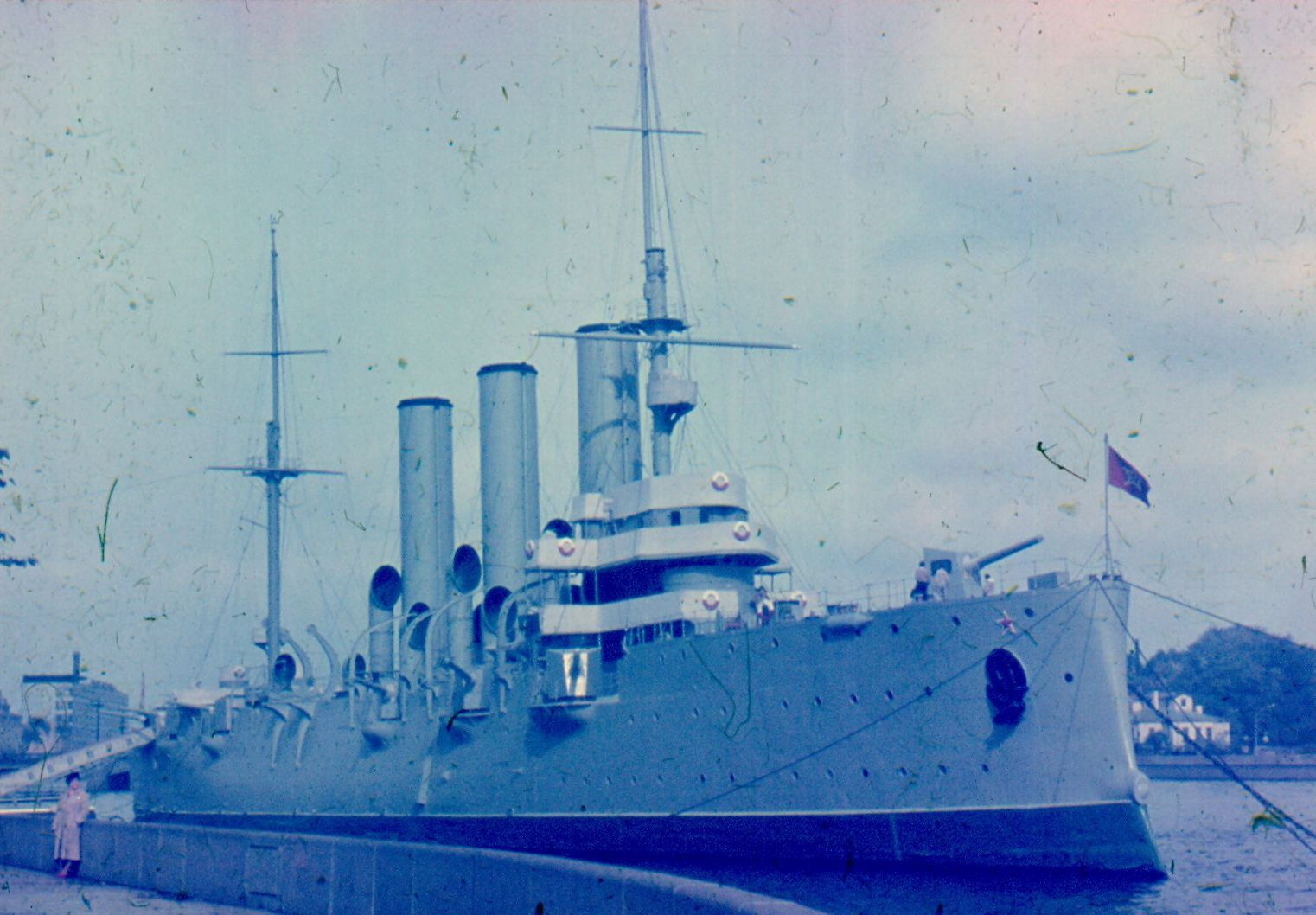
Крейсер «Аврора». 1983 год

Военно-морской флот России был создан после распада СССР, в процессе раздела бывших Вооружённых сил СССР. Основой для создания послужил Военно-морской флот СССР (ВМФ СССР).
На конец 1991 года в состав ВМФ СССР входили:
- орган центрального управления — Главный штаб ВМФ.
- 4 объединения — Балтийский, Черноморский, Северный и Тихоокеанский флот;
- 1 соединение — Каспийская военная флотилия;
- военно-учебные заведения;
- части и учреждения центрального подчинения:
  - испытательные полигоны;
  - узлы дальней связи.

На момент распада СССР силы ВМФ СССР дислоцировались на побережье 9 бывших союзных республик:
- Балтийский флот — Российская Федерация, Эстония, Латвия и Литва;
- Черноморский флот — Украина, Российская Федерация и Грузия;
- Каспийская военная флотилия — Азербайджан, Российская Федерация, Казахстан и Туркменистан.

14 февраля 1992 года состоялось первое заседание Совета министров обороны стран СНГ, по итогам которого Военно-морской флот СССР был преобразован в Военно-морской флот ОВС СНГ. Фактически с момента образования ВМФ ОВС СНГ, Балтийский, Северный и Тихоокеанский флоты (плавсредства, пункты базирования, личный состав, береговая инфраструктура, материальные запасы) полностью перешли под юрисдикцию Российской Федерации.
Официально Военно-морской флот Российской Федерации создан указом президента Российской Федерации Бориса Ельцина от 7 мая 1992 года № 466 «О создании Вооружённых сил Российской Федерации».
В связи с провалом создания Объединённых вооружённых сил СНГ, начался процесс раздела тех объединений и соединений бывших ВМФ СССР, которые базировались на побережье союзных республик.
При разделе Черноморского флота ВМФ СССР между Украиной и Российской Федерацией, который затянулся до 1997 года, под российскую юрисдикцию отошли:
- 3 из 10 пунктов базирования корабельного состава;
- 2 из 6 основных аэродромов базирования морской авиации;
- 2 из 7 запасных аэродромов базирования морской авиации;
- 1 из 5 мест дислокации береговых войск;
- 81,7 % от общего количества кораблей различного типа.

Также при разделе Черноморского флота под российской юрисдикцией осталась большая часть состава 184-й бригады кораблей охраны водного района, дислоцировавшейся в Грузии в г. Поти. Бригада, потеряв все прежние пункты дислокации на побережье Грузии, была передислоцирована в Новороссийск без нескольких кораблей и катеров различного типа, оставленных Грузии.
При разделе Балтийского флота ВМФ СССР, который проходил в 1992 и 1993 годах, все пункты базирования на побережье прибалтийских государств остались за ними. Единственной из трёх прибалтийских республик, потребовавшей себе часть кораблей, была Литва, которой досталось несколько катеров и кораблей. Кроме прибалтийских государств силы объединения базировались в портах ГДР и Польши, которые также были утеряны. В итоге раздела под российскую юрисдикцию отошло из общего количества, которым обладал Балтийский флот ВМФ СССР:
- основных пунктов базирования кораблей — 20 %;
- аэродромов — 70 %;
- судоремонтных заводов — 20 %;
- складской фонд флота — менее 60 %;
- жилой фонд флота — 55 %.

При разделе Каспийской военной флотилии ВМФ СССР, который проходил летом 1992 года, Российской Федерации отошли пункты базирования в портах Астрахани, Каспийска и Махачкалы. Туркменистан и Казахстан отказались от своей доли плавсредств флотилии в пользу Российской Федерации, оставив за собой только пункты базирования. Согласно другим сведениям, Казахстану от Каспийской флотилии досталось 18 относительно крупных кораблей. Основной раздел кораблей и катеров флотилии происходил между Азербайджаном и Российской Федерацией. В результате раздела под российскую юрисдикцию отошли 75 % плавсредств.
Из формирований и учреждений ВМФ СССР, находившихся на территории других союзных республик, согласно международным договорённостям, под российскую юрисдикцию отошли:
- 954-я испытательная база противолодочного вооружения ВМФ — г. Каракол, Кыргызстан;
- 338-й узел связи ВМФ — г. Кара-Балта, Кыргызстан;
- 43-й узел связи ВМФ — г. Вилейка, Белоруссия;
- 57-я морская ракетоносная авиационная дивизия Балтийского флота — г. Быхов, Белоруссия.

Из бывших зарубежных объектов ВМФ СССР под российскую юрисдикцию отошёл:
- 720-й пункт материально-технического обеспечения ВМФ — г. Тартус, Сирия.

22 сентября 2013 года, для управления силами, выполняющими задачи в Средиземном море, создано Оперативное командование постоянного оперативного соединения ВМФ России на Средиземном море (средиземноморская эскадра).
В XXI веке Россия возобновила прерванное в 1990 году военно-морское присутствие в Мировом океане. С 1 декабря 2014 года управление, координацию и контроль выполнения ВМФ России задач боевой службы и боевого дежурства, участия в международных операциях и специальных мероприятиях, международно-правовое сопровождение действий ВМФ России осуществляет Национальный центр управления обороной Российской Федерации.

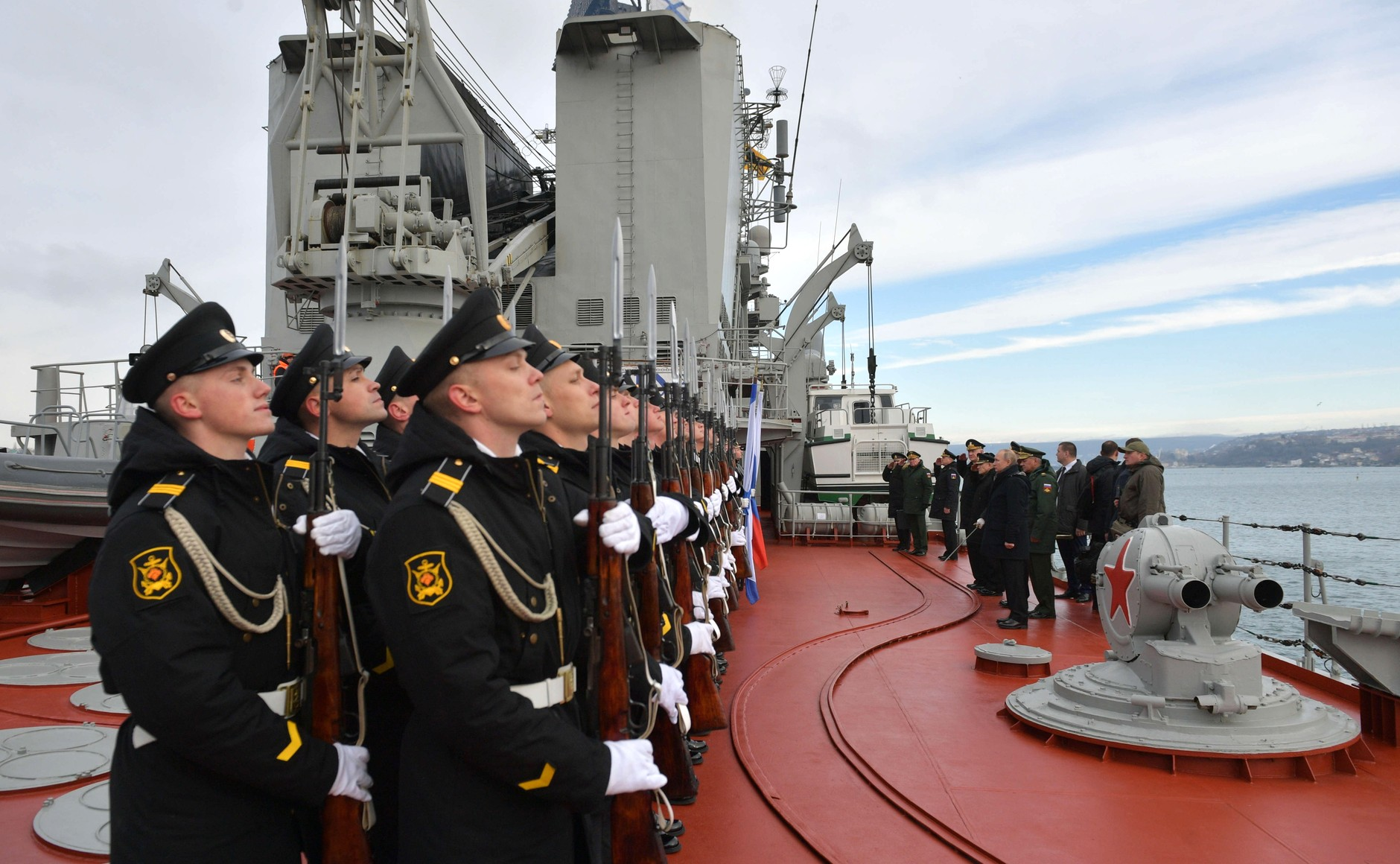
Совместные учения Северного и Черноморского флотов.

### Современность

Средняя эмблема ВМФ России

Нарукавный знак ВМФ России

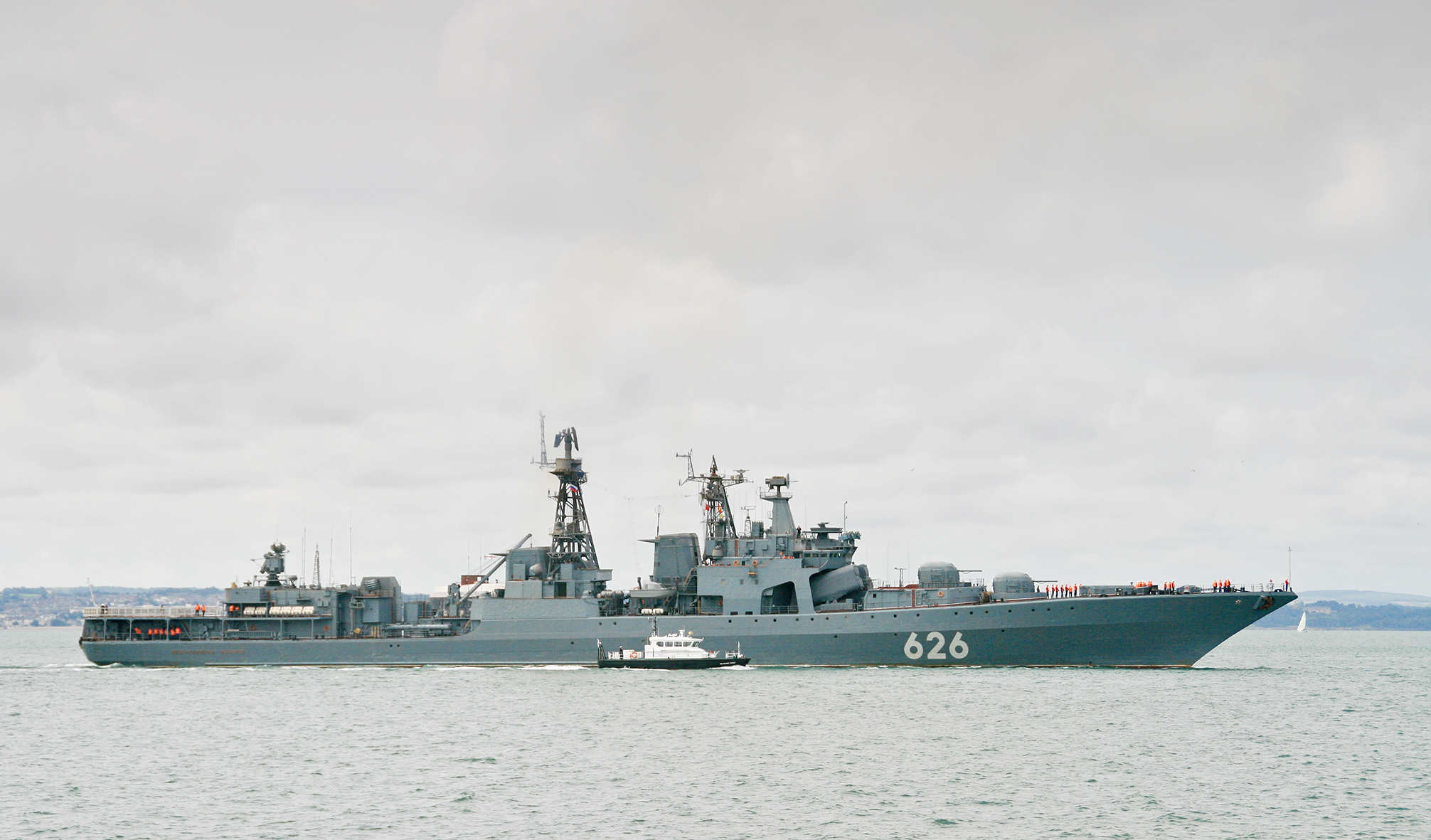
Большие противолодочные корабли проекта 1155 «Фрегат»

Большие противолодочные корабли проекта 1155.1

В период с 2013 по 2023 год ВМФ РФ получил 50 боевых кораблей. В декабре 2023 в состав ВМФ России были включены атомные подводные крейсеры «Император Александр III» и «Красноярск». В том же месяце фрегат «Адмирал Головко», оснащенный ракетами «Калибр», вошел в состав Северного флота. А малый ракетный корабль «Наро-Фоминск» и современный морской тральщик «Лев Чернавин» переданы Балтийскому флоту.
Всего МО российские судостроители передали МО в 2022 году 24 корабля и судна, в 2023 — 33.
10 сентября стартовали крупнейшие за 30 лет стратегические учения ВМФ РФ «Океан-2024». В маневрах задействовали более 90 тысяч военных, более 400 боевых кораблей и  подводных лодок, более 120 самолетов и вертолетов ВМФ и ВКС, около 7000 единиц вооружения, военной и специальной техники, а также корабли и авиация Китая. Наблюдателями стали представители 15 государств.

#### Проблемы, критика
После исторического пика могущества ВМФ Советского Союза в 1985 году (1561 корабль в сумме и второе место в мире после ВМФ США) флот Российской Федерации в 1990-е и 2000-е годы постепенно слабел и уменьшался в количественном составе до 136 кораблей в сумме в 2010 году.
Так в 2011 году, бывший командующий Черноморским флотом России, депутат и председатель комитета по обороне, адмирал В. Комоедов заявил, что «превосходство только турецкого флота даже над объединённым флотом Украины и России составляет 4,7 раза, а если сравнивать наш флот со всеми военно-морскими силами НАТО в Европе, то превосходство составит около 20 раз». Адмирал Игорь Касатонов, бывший командующий Черноморским флотом России, а ныне советник начальника Генштаба Минобороны России добавил:
перечень задач, которые сегодня имеют и могут осуществить российские флоты, фактически ограничивается охраной побережья и антитеррористической деятельностью — но все это на уровне территориальных вод.
В 2014 году, после начала российско-украинской войны, перспективы развития флота оказались под вопросом из-за введения санкций, а также разрыва производственной кооперации с украинскими предприятиями.
В 2018 году журнал Business Insider счёл знаковым то, что корабли ВМФ РФ отправляются в дальнее плавание в сопровождении с буксировочной техникой, приходя к выводу, что на данный момент основной проблемой ВМФ РФ является проблема технического обслуживания.
На 2019 год, по мнению журнала «The National Interest», ВМФ России стремительно превращается из крупной глобальной силы в новый региональный флот. Ограниченные финансовые возможности и устаревшие верфи затрудняют ремонт крупных советских кораблей, поэтому Россия постепенно заменяет их большим количеством малых боевых судов, способных эффективно действовать только в прибрежных водах — так называемые силы «зелёной воды». По мнению «The National Interest», это указывает на то, что Россия сосредотачивается на охране своих региональных вод.
В ноябре 2019 The National Interest указывает, что флот РФ находится в плохом состоянии и восстановить его Россия не в состоянии. Лишь два проекта РФ были успешные, это фрегат Адмирал Григорович и Адмирал Горшков, все остальные крупные проекты так и остались не реализованы. Экономический кризис, падение цен на нефть и санкции против РФ привели к тому, что Россия выделяет финансирование лишь на реализацию проектов подводных лодок, а также их обеспечению.

#### Санкции
16 декабря 2022 года, на фоне вторжения России на Украину, Военно-морской флот Российской Федерации внесён в санкционный список всех стран Евросоюза так как «он принял участие в агрессивной войне России против Украины. Следовательно, он несёт ответственность за действия, которые подрывают или угрожают территориальной целостности, суверенитету и независимости Украины».
Также Военно-морской флот Российской Федерации внесён в санкционный список Швейцарии.

## Объединения ВМФ
Оперативно-стратегическими объединениями Военно-морского флота являются:
- Балтийский флот[45] (штаб — в г. Калининград), входит в состав Западного военного округа;
- Северный флот[46] (штаб — в г. Североморск), входит в состав Объединённого стратегического командования «Северный флот»;
- Черноморский флот[47] (штаб — в г. Севастополь), входит в состав Южного военного округа;
- Каспийская флотилия[48] (штаб — в г. Астрахань), входит в состав Южного военного округа;
- Тихоокеанский флот[49] (штаб — в г. Владивосток), входит в состав Восточного военного округа.

## Структура и боевой состав

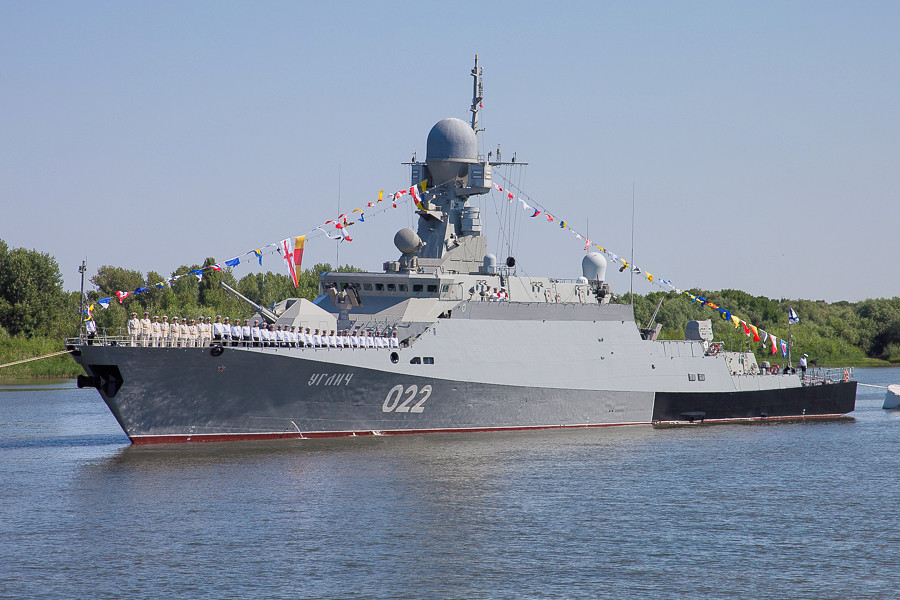
Малые ракетные корабли проекта 21631 «Буян-М»

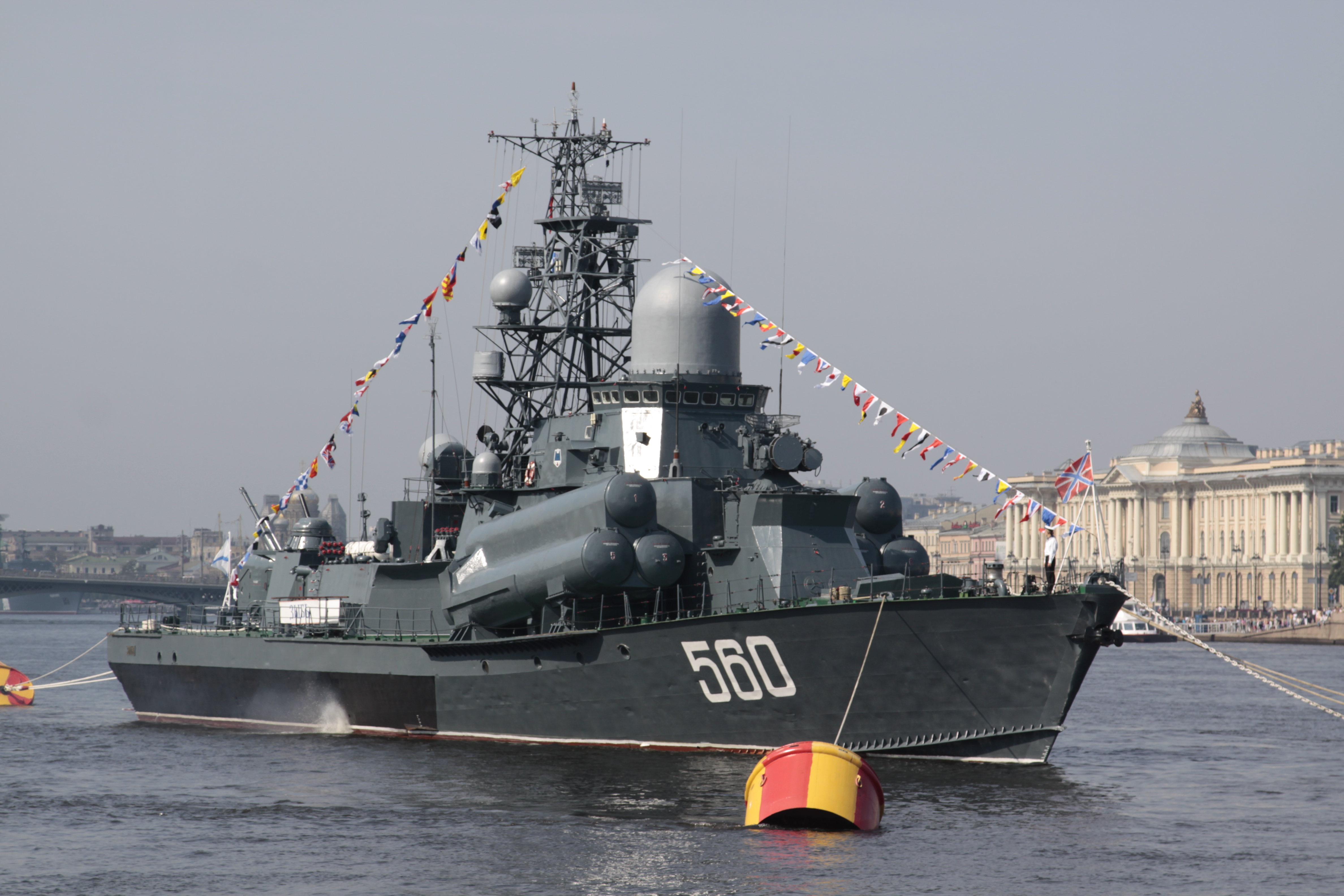
Малые ракетные корабли проекта 1234 «Овод»

Военно-Морской Флот России включает в себя следующие объединения: 4 флота — Балтийский флот, Черноморский флот, Северный флот и Тихоокеанский флот, а также Каспийскую флотилию.

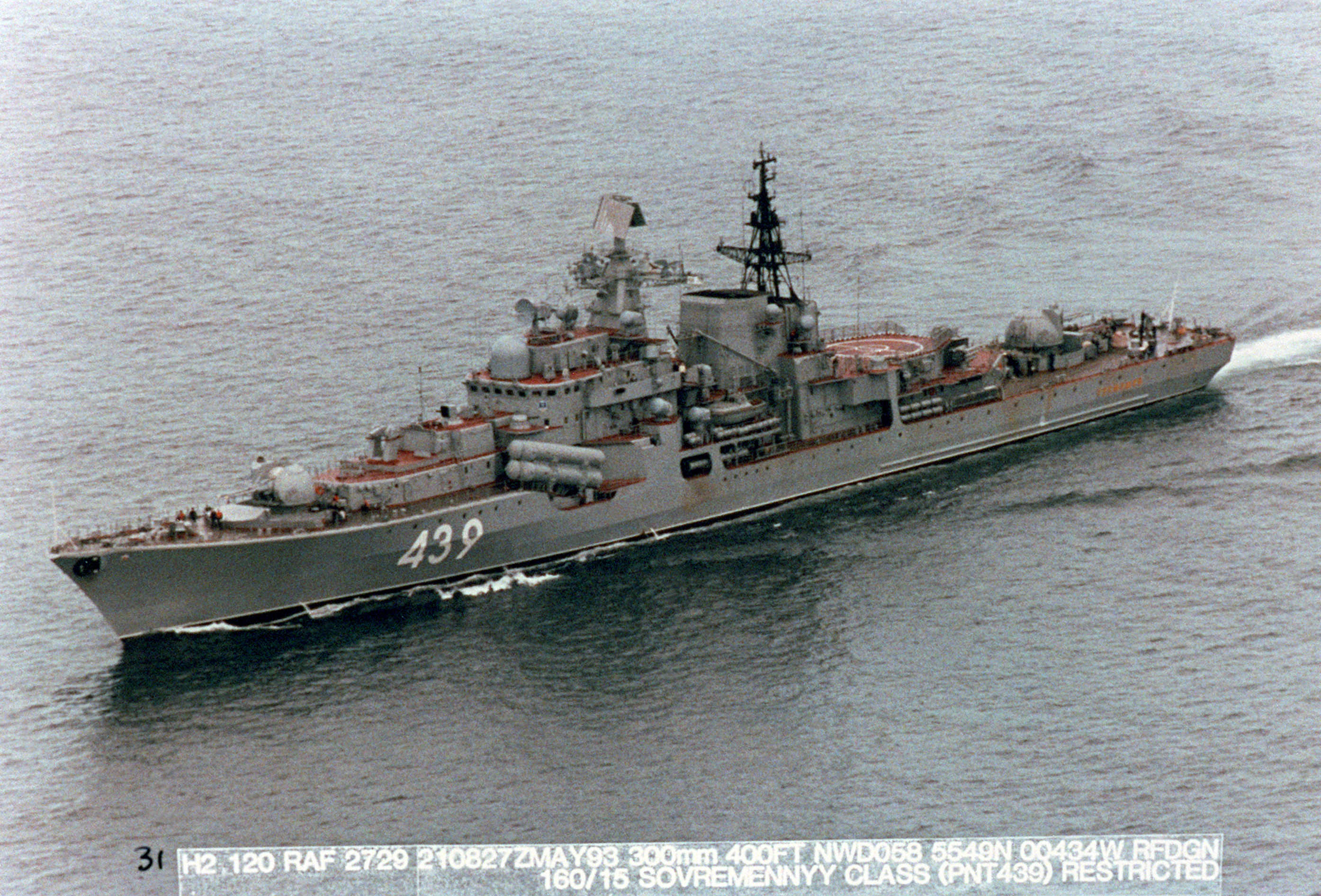
Эсминцы проекта 956 «Сарыч»

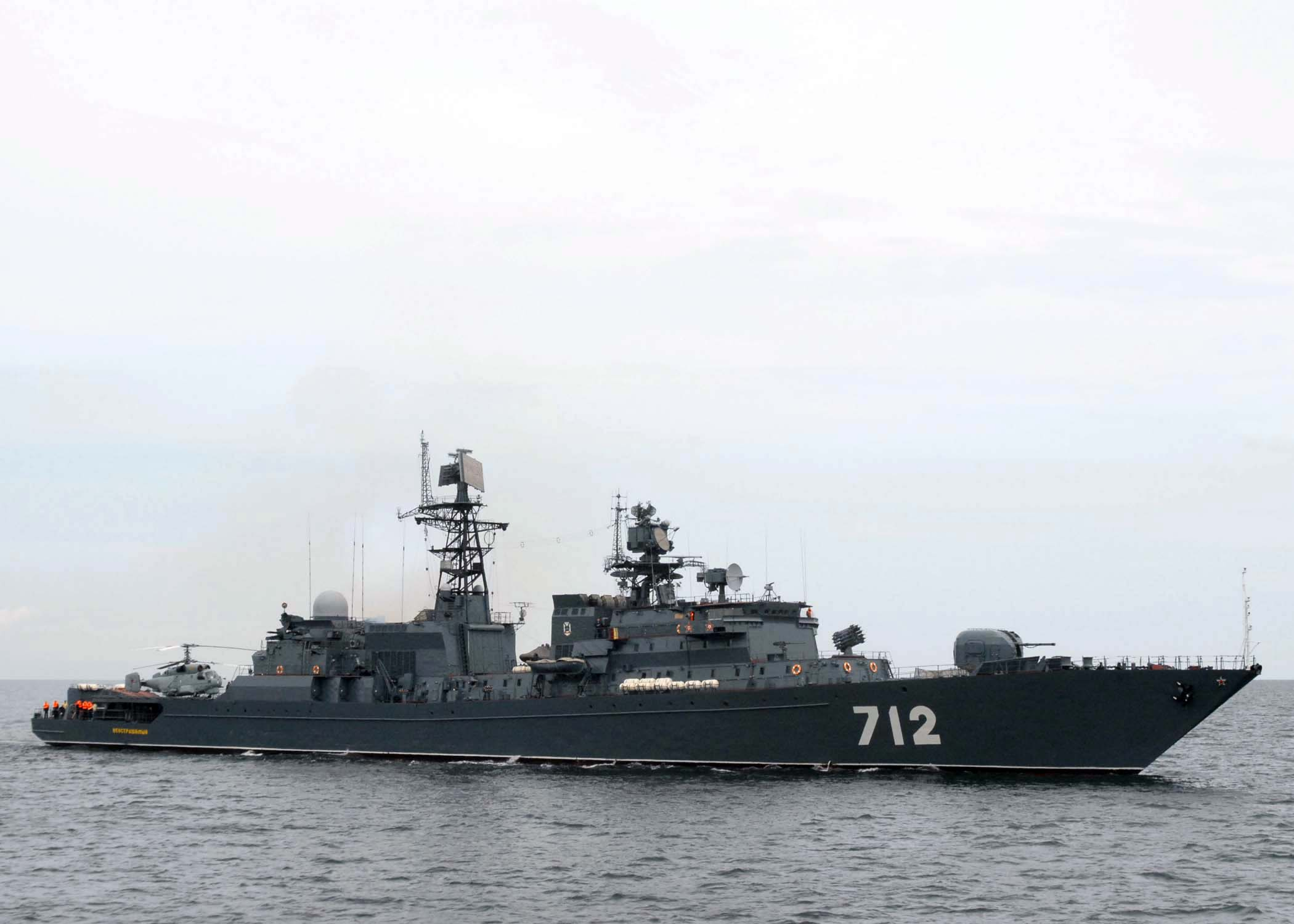
Фрегаты проекта 11540 «Ястреб»

В состав Военно-морского флота входят следующие силы:
- Надводные силы РФ;
- Подводные силы;
- Морская авиация:
  - береговая;
  - палубная.
- Береговые войска ВМФ:
  - морская пехота;
  - береговые ракетно-артиллерийские войска (БРАВ);
  - формирования других родов войск и специальных войск.

В состав ВМФ также входят части и соединения кораблей ОСНАЗ, подчинённые Главному управлению Генерального штаба ВС РФ, судов Вспомогательного флота ВМФ, судов Гидрографической службы ВМФ, подчинённые Управлению навигации и океанографии Минобороны России (бывшее Главное управление навигации и океанографии Минобороны России), судов Службы поисковых и аварийно-спасательных работ ВМФ, формирования Главного управления глубоководных исследований Минобороны России, а также формирования специального назначения (СпН), и формирования боевого и материально-технического обеспечения береговой службы флота.
Надводные силы используются для:
- защиты морских коммуникаций;
- перевозки и прикрытия десантов;
- постановки минных заграждений и борьбе с минной опасностью;
- обеспечения выхода и развертывания подводных сил, возвращения их на базы.

Подводные силы используются для нанесения неожиданных ударов по морским и континентальным целям и разведывательных целей.
Морская авиация предназначена для:
- противоборства с группировками надводных кораблей в океане;
- нанесения бомбовых и ракетных ударов по береговым объектам противника;
- отражения атак самолётов и противокорабельных ракет противника;
- целеуказания ракетному оружию кораблей при уничтожении подводных лодок.

Задачи береговых войск флота:
- оборона побережья (военно-морских баз, портов, пунктов базирования и береговых объектов);
- ведение боевых действий в составе морских, воздушных и воздушно-морских десантов.

### Подводный флот
Основа подводных сил Военно-морского флота — атомные подводные лодки (АПЛ), вооруженные баллистическими и крылатыми ракетами (ПЛАРБ, ПЛАТ, ПЛАРК, МПЛАТРК и специального назначения); также дизель-электрические.
Российская промышленность построила, с 1975 по 2009 год, 38 АПЛ третьего поколения (пяти базовых проектов).
В 2021 году ВМФ Российской Федерации получил две новые подводные лодки: «Новосибирск» (проект 885М «Ясень-М») и «Князь Олег» (проект 955А «Борей-А»). Обе подводные лодки вошли в состав Тихоокеанского флота.
Вооружение: см. Категория:Торпеды СССР / Категория:Торпеды России
- ЭТ-1Э — перспективная электрическая торпеда[56].

### Береговые войска
С переходом 14 февраля 1992 года под юрисдикцию Российской Федерации флотов бывшего ВМФ СССР (за исключением КЧФ), в их состав также вошли все воинские части и соединения морской пехоты и береговых ракетно-артиллерийских частей бывшего ВМФ СССР. 

### Морская авиация

#### Палубная
см. Палубная авиация.

#### БЛА и БПА
БЛА для ВМФ разрабатываются Объединённой авиастроительной корпорацией (ОАК). В первую очередь это БПЛА вертолётного типа Ка-37С, Ка-135 и Ка-117.
Одной из главных задач, стоящих перед флотскими вертолётами в ближайшем будущем, будет радиолокационный дозор. Вопрос освещения воздушной обстановки за горизонтом радиовидимости корабельных средств, является вопросом первостепенной важности как в целях противовоздушной обороны корабельных группировок, так и для их ударных функций.
Также беспилотные аппараты будут задействованы и в подводной среде. Такие задачи, как поиск и уничтожение морских мин, ведение противолодочной и противодиверсионной борьбы, защита подводных лодок и надводных кораблей от подводной атаки, разведка самых разнообразных целей в море постепенно становятся делом телеуправляемых и автономных аппаратов.

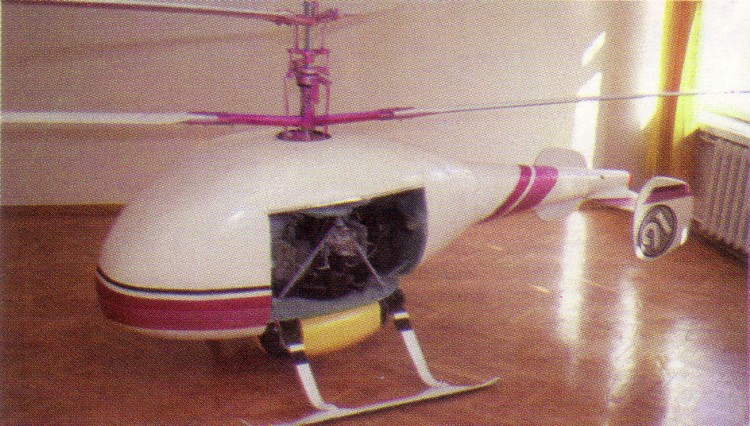
Ка-37.

#### Вертолёты
Осенью 2011 года в Баренцевом море Ка-52 в течение двух недель отрабатывал посадку на палубу корабля. Испытания проходили, в том числе, с осуществлением посадки Ка-52 на палубу ТАВКР «Адмирал Кузнецов».
В начале 2012 года началась модернизация десяти транспортно-боевых вертолётов Ка-29, предназначенных для базирования на российских «Мистралях». Бортовое оборудование и системы вооружения машины будут модернизированы до современных стандартов.
22 июня 2012 года в Центр боевого применения и подготовки лётного состава авиации ВМФ России в Ейске прибыл корабельный вертолёт радиолокационного дозора Ка-31 с бортовым номером «90 красный». Предположительно, это первый серийный вертолёт Ка-31, построенный для ВМФ России.
В августе 2012 года началось изготовление первых опытных образцов вертолёта Ка-52К для универсального корабля-вертолётоносца «Мистраль». До того времени, пока «Мистрали» не прибудут из Франции в Россию, отработка задач по взлёту-посадке вертолетов на палубу, как и годом ранее, планируется на авианосце «Адмирал Кузнецов».
В сентябре 2012 года стало известно, что в общей сложности количество Ка-52К на один «Мистраль» будет не менее 14 машин.
То же самое будет проделано и с вертолётами Ка-29 и Ка-27.
К 2014 году Военно-морской флот России планировал принять на вооружение морскую версию вертолёта Ка-226. Вертолёты разместят на небольших кораблях, в частности корветах проекта 20380.

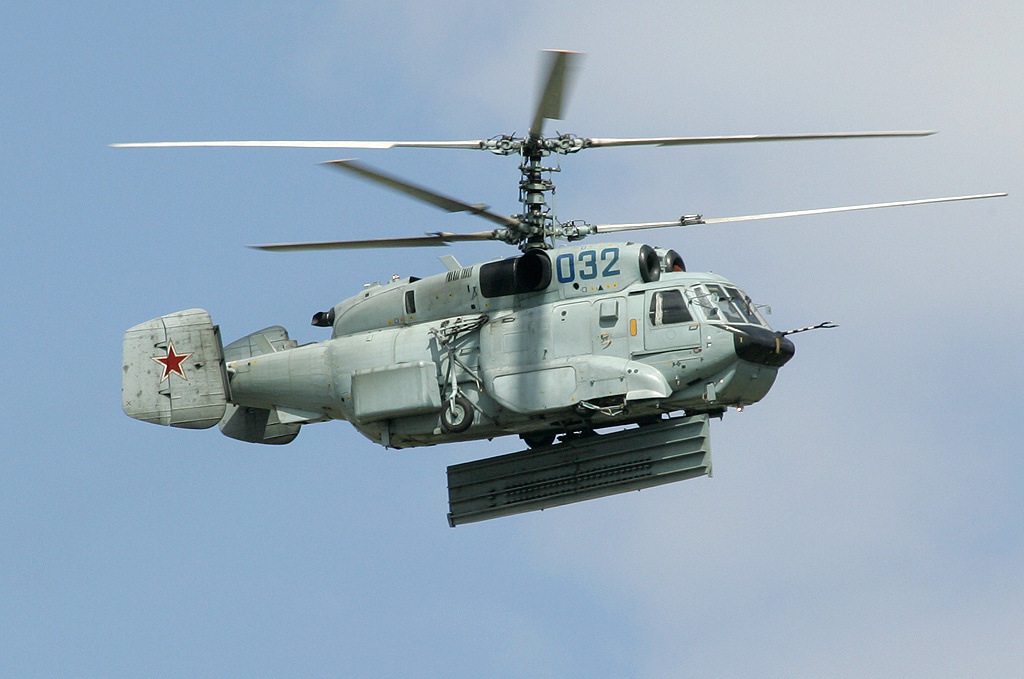
Ka-31.
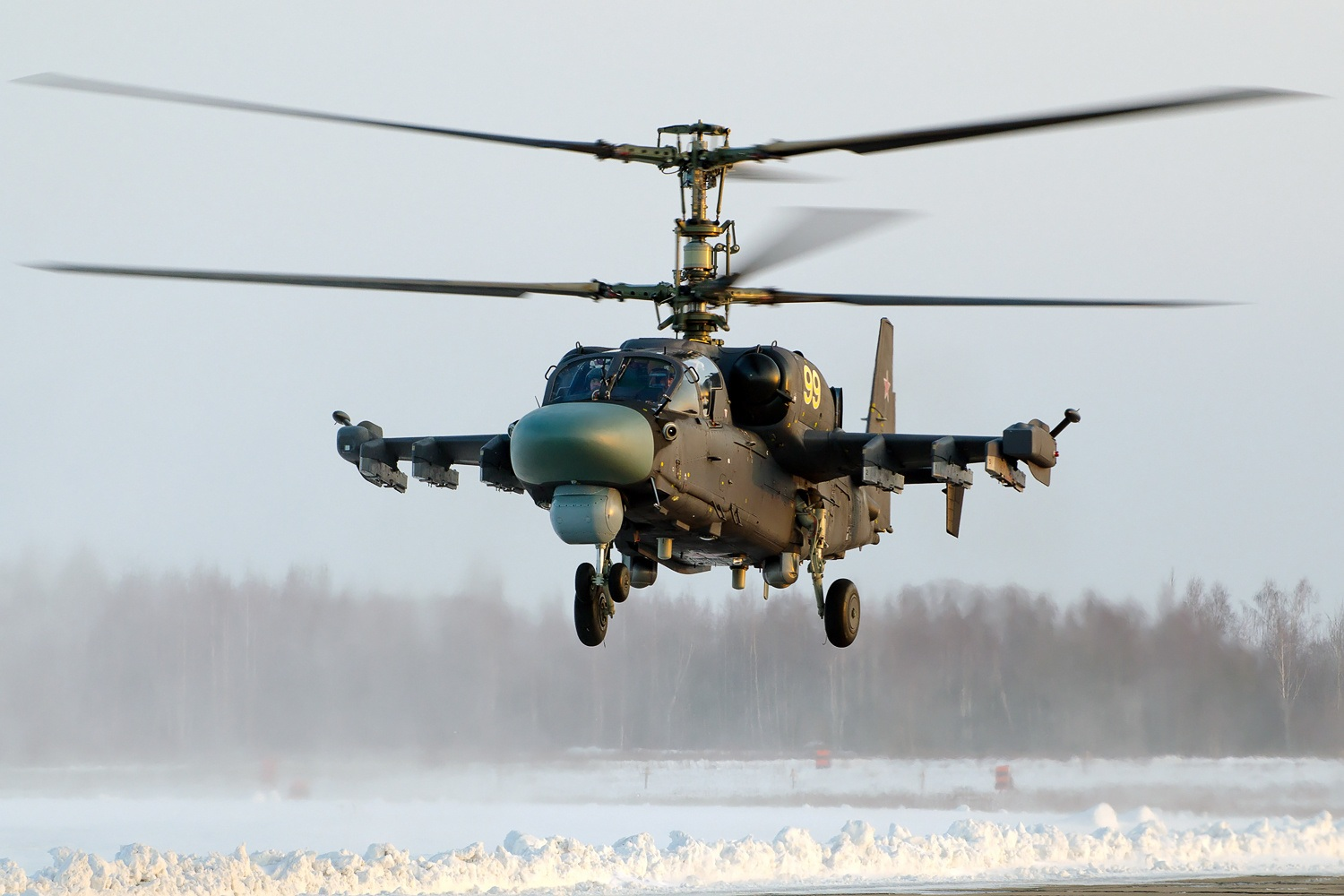
Ka-52.

#### Самолёты

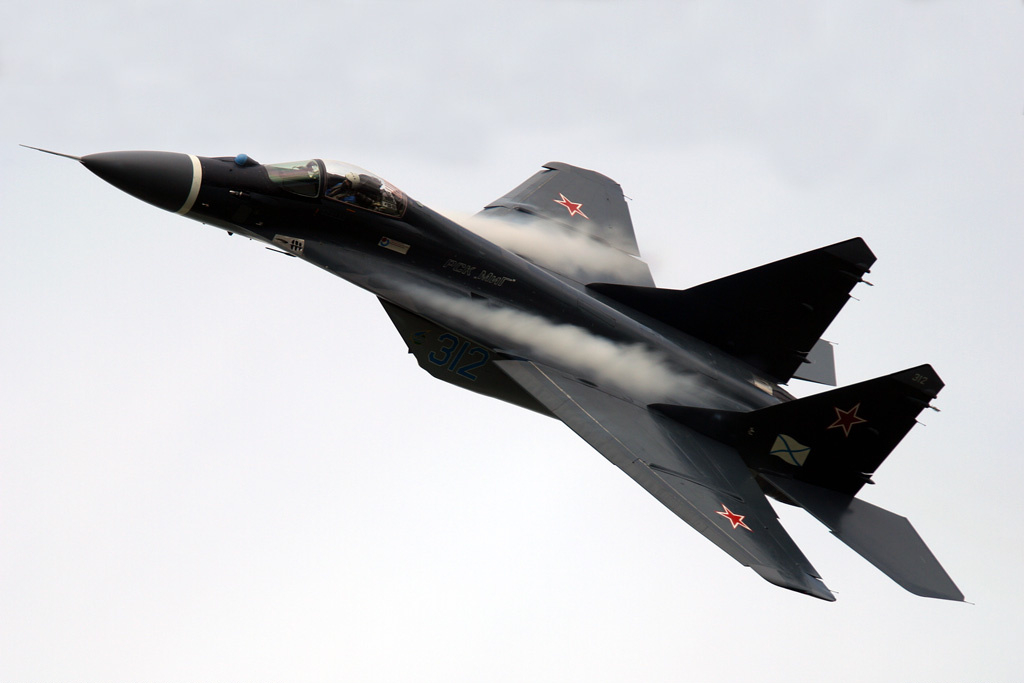
МиГ-29К.

В период с 2013 по 2015 год «РСК „МиГ“» должна передать авиации ВМФ России 20 одноместных самолётов МиГ-29К и четыре двухместных МиГ-29КУБ. Самолёты войдут в состав отдельного корабельного истребительного авиаполка Северного флота России и будут базироваться на авианосце «Адмирал Кузнецов».
Первые четыре машины МиГ-29К/КУБ российские военные должны получить в 2013 г. Истребители МиГ-29К/КУБ заменят стоящие на вооружении Су-33, у которых в 2015 г. заканчивается ресурс, однако есть намерение продлить ресурс тяжёлым палубным истребителям Су-33 минимум на пять лет, возможно даже до 2025 года.
Ил-38Н расширит круг решаемых задач и станет незаменимым для морской авиации. Сейчас в составе флота осталась только противолодочная и спасательная авиация. Её начали доводить до современных требований.
В декабре 2013 года Минобороны заключило контракт с корпорацией «Иркут» на поставку пяти истребителей Су-30СМ и пяти учебно-боевых Як-130. Всего в интересах ВМФ в ближайшее время планируется заказать 50 Су-30СМ и около десятка Як-130.

### Формирования СпН ВМФ

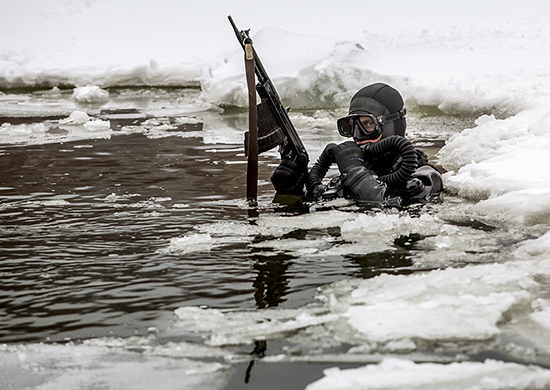
Боец ООБ ПДСС с автоматом АПС

Отряды специального назначения по борьбе с подводными диверсионными силами и средствами:
- 102-й отряд специального назначения по борьбе с ПДСС, в/ч 27203 (г. Севастополь)
- 136-й отряд специального назначения по борьбе с ПДСС, в/ч 75976 (г. Новороссийск)
- 101-й отряд специального назначения по борьбе с ПДСС (Петропавловск-Камчатский)
- 137-й отряд специального назначения по борьбе с ПДСС, в/ч 72969 (г. Махачкала)
- 159-й отряд специального назначения по борьбе с ПДСС, в/ч 87200 (бухта Разбойник)
- 311-й отряд специального назначения по борьбе с ПДСС, в/ч 59048 (г. Петропавловск-Камчатский)
- 313-й отряд специального назначения по борьбе с ПДСС, в/ч 10742 (г. Балтийск)
- 473-й отряд специального назначения по борьбе с ПДСС, в/ч 39080 (г. Кронштадт)
- 152-й отряд специального назначения по борьбе с ПДСС, в/ч 13106 (г. Полярный)
- 140-й отряд специального назначения по борьбе с ПДСС, в/ч 69068 (Видяево)
- 160-й отряд специального назначения по борьбе с ПДСС, в/ч 09619 (г. Мурманск)
- 269-й отряд специального назначения по борьбе с ПДСС, в/ч 30853 (п. Гаджиево)
- 153-й отряд специального назначения по борьбе с ПДСС (Гремиха)

## Командование
Главнокомандующий ВМФ

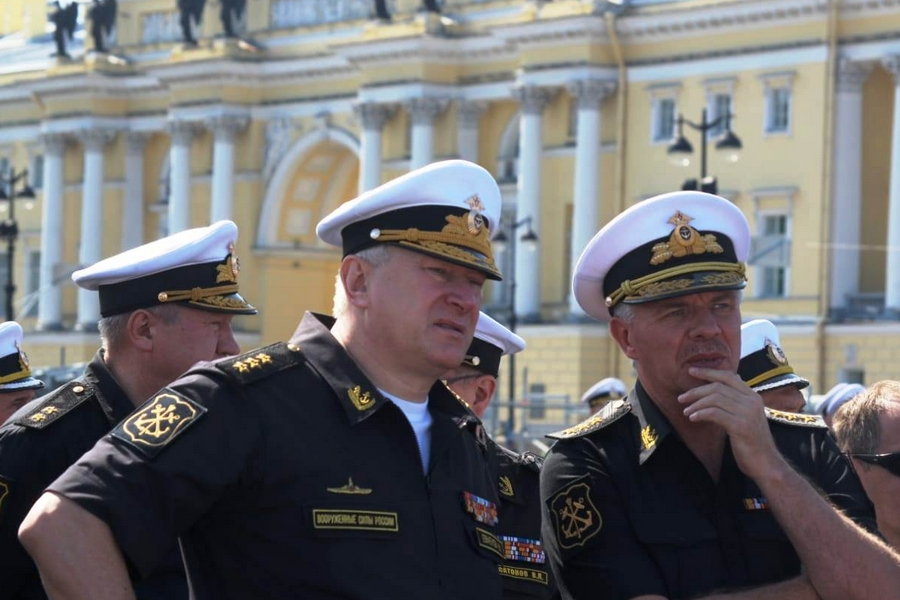
Главнокомандующий ВМФ адмирал Николай Евменов и зам. Главнокомандующего ВМФ адмирал Александр Витко. Санкт-Петербург, 21 июля 2019 года

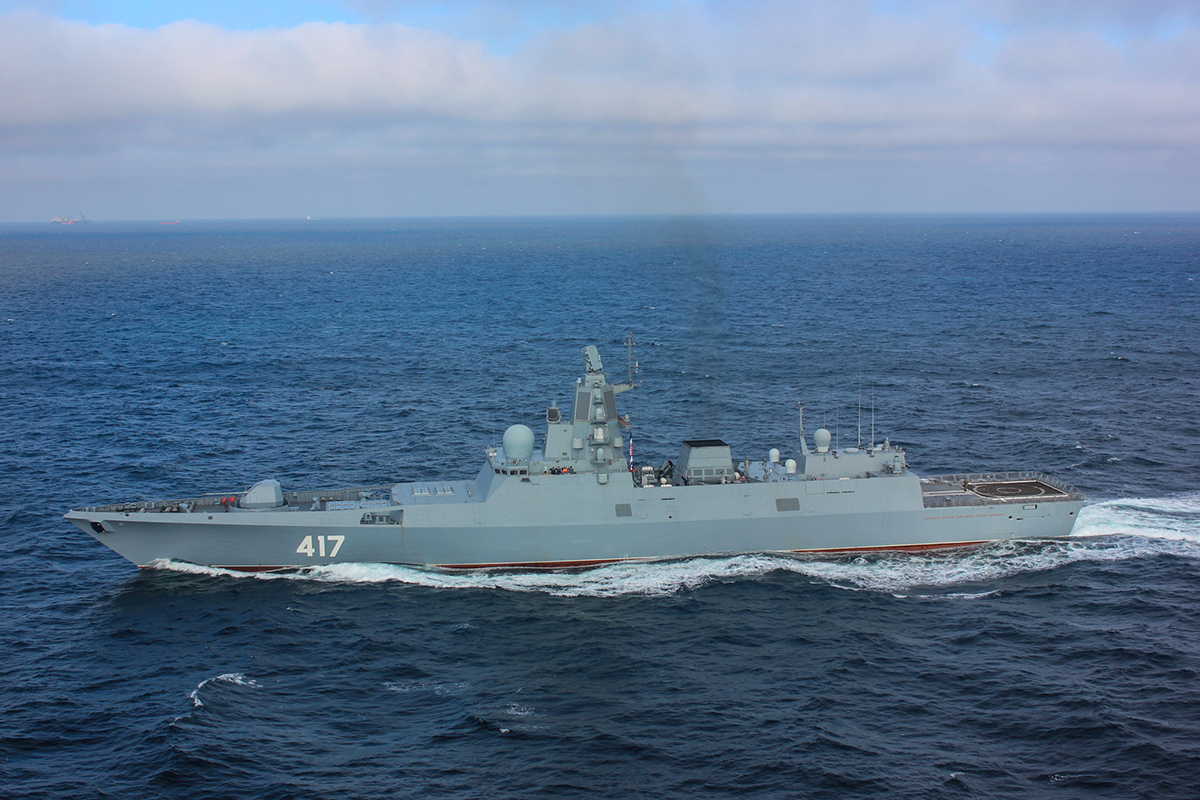
Фрегаты проекта 22350 типа «Адмирал Горшков»

- адмирал Александр Алексеевич Моисеев (с 02.04.2024).

Начальник Главного штаба — первый заместитель Главнокомандующего ВМФ
- адмирал Владимир Львович Касатонов (с 2024)

Заместители Главнокомандующего ВМФ
- вице-адмирал  Владимир Михайлович Воробьёв (с 2024),
- вице-адмирал Игорь Тимербулатович Мухаметшин (с 2019, курирует кораблестроение),
- генерал-лейтенант Виктор Борисович Астапов (с 2019, курирует береговые войска)
- контр-адмирал Владислав Валерьевич Павлов (курирует военно-политическую работу).

### Список главнокомандующих ВМФ
- 1992—1997 — Феликс Николаевич Громов (адмирал (до 1996), адмирал флота);
- 1997—2005 — Владимир Иванович Куроедов (адмирал (до 2000), адмирал флота);
- 2005—2007 — Владимир Васильевич Масорин (адмирал (до 2006), адмирал флота);
- 2007—2012 — Владимир Сергеевич Высоцкий (адмирал);
- 2012—2016 — Виктор Викторович Чирков (адмирал)[69];
- 2016—2019 — Владимир Иванович Королёв (адмирал)[70].
- 2019—2024 — Николай Анатольевич Евменов (адмирал)[2]
- 2024 — н.в. — Александр Алексеевич Моисеев (адмирал)[2][71]

### Список начальников Главного штаба — первых заместителей главнокомандующего ВМФ
- 1992—1996 — Валентин Егорович Селиванов (адмирал);
- 1996—1997 — Игорь Николаевич Хмельнов — (адмирал);
- 1997 — Владимир Иванович Куроедов (адмирал);
- 1998—2005 — Виктор Андреевич Кравченко (адмирал);
- 2005 — Владимир Васильевич Масорин (адмирал);
- 2005—2009 — Михаил Леопольдович Абрамов (адмирал);
- 2009—2015 — Александр Аркадьевич Татаринов (адмирал);
- 2015—2019 — Андрей Ольгертович Воложинский (вице-адмирал);
- 2019—2021 — Александр Викторович Витко (адмирал);
- 2021 —2024 — Александр Михайлович Носатов (адмирал);
- 2024 — н.в., — Владимир Львович Касатонов (адмирал).

## Базы и пункты базирования ВМФ

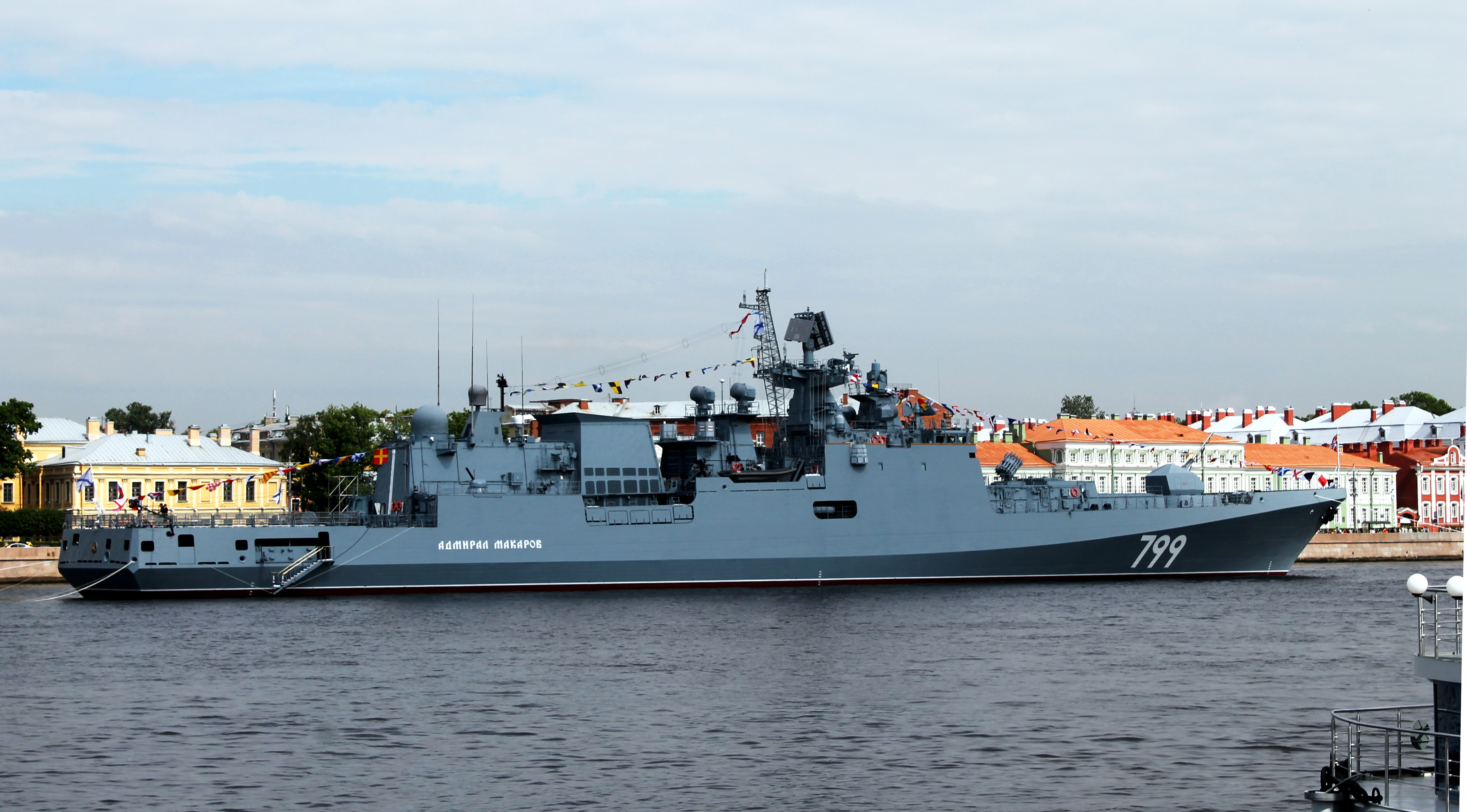
Фрегаты проекта 11356 «Адмирал Григорович»

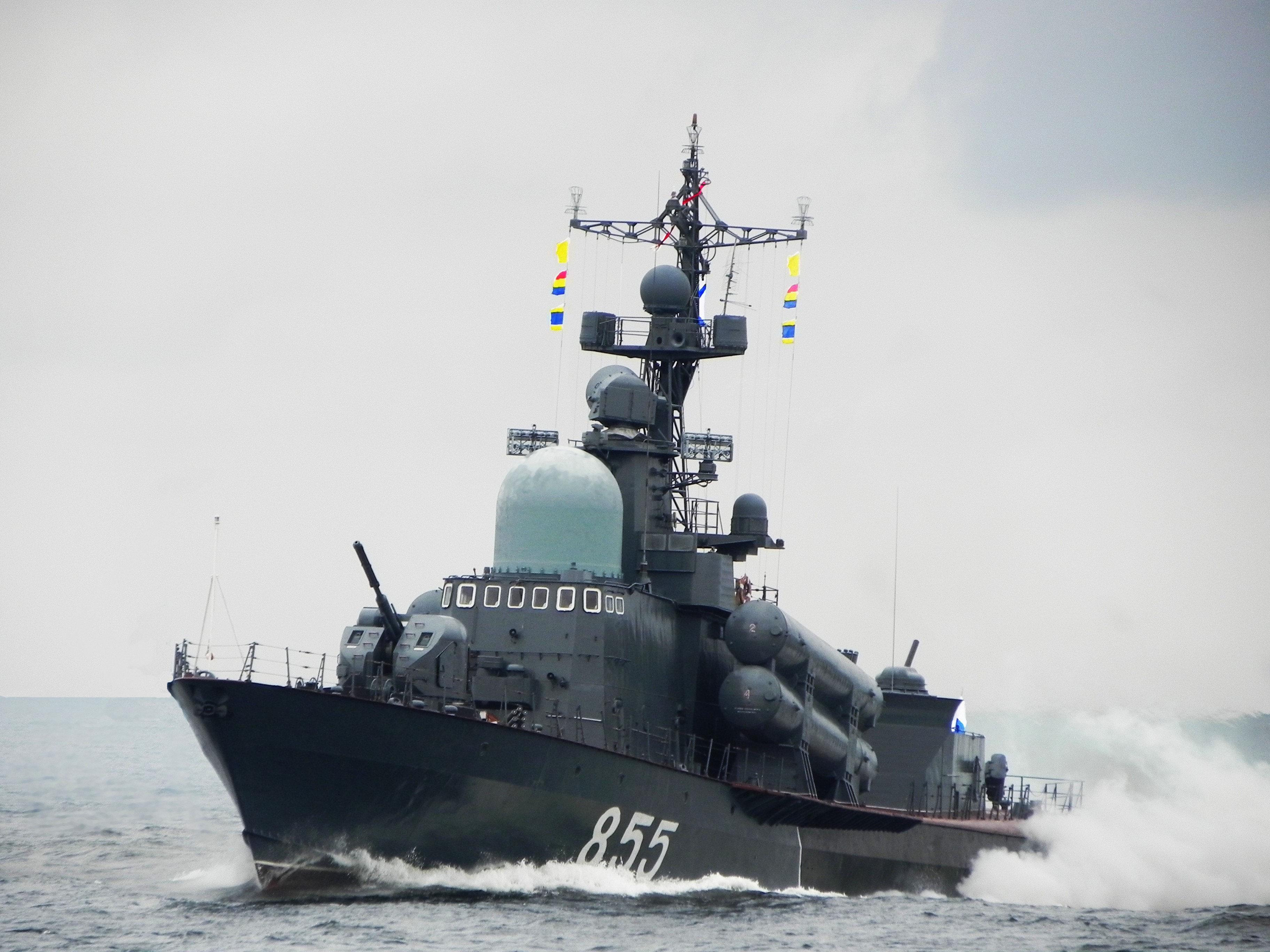
Ракетные катера проекта 1241 «Молния»

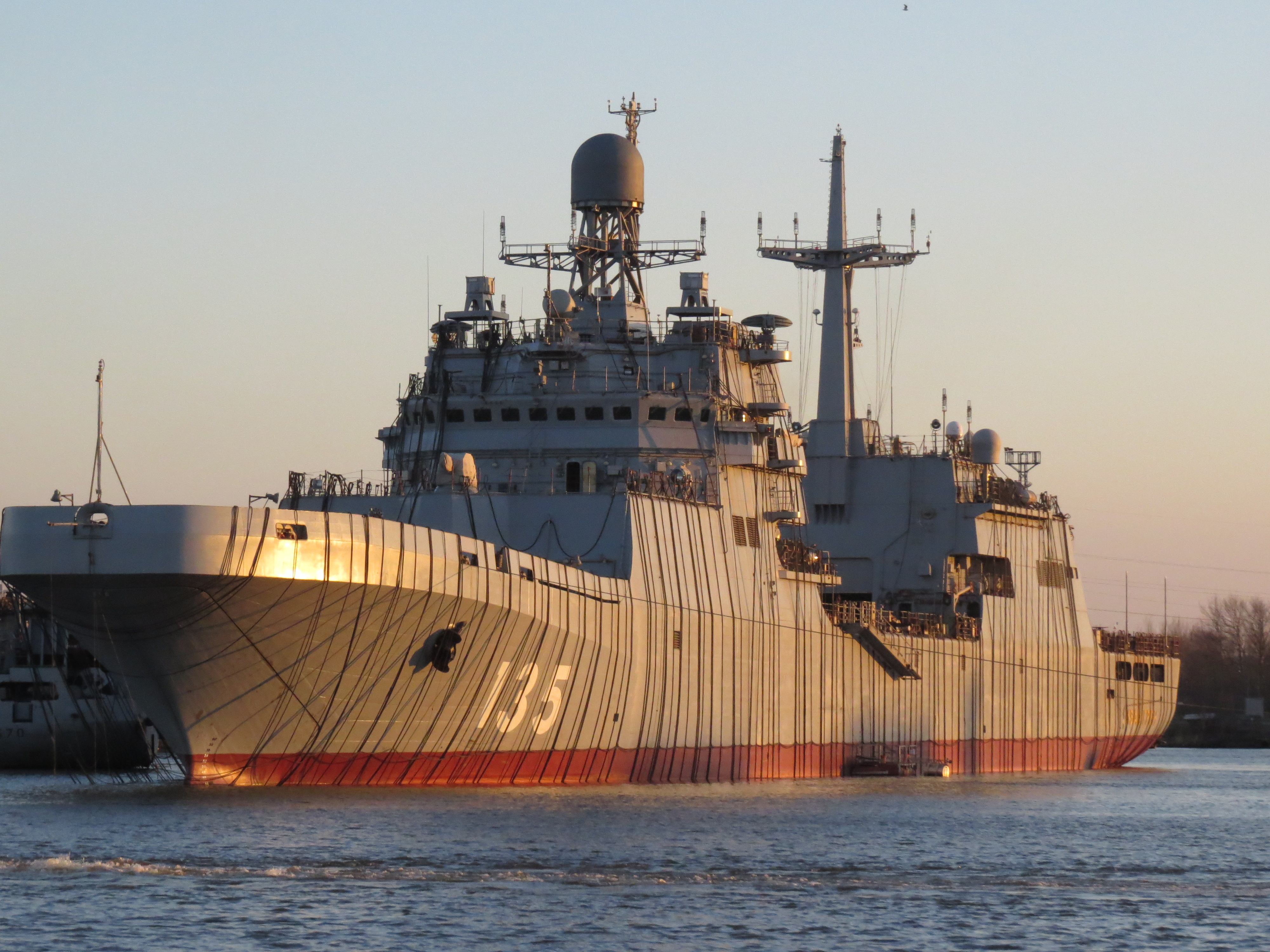
Большие десантные корабли проекта 11711 «Иван Грен».

### Северный флот
штаб:
- Североморск

Пункты базирования:
- Североморск
- Гремиха
- Гаджиево
- Видяево
- Западная Лица (Заозёрск)
- Полярный
- Оленья Губа

Военно-морские базы (ВМБ):
- Беломорская военно-морская база г. Северодвинск.

### Тихоокеанский флот
штаб:
- Владивосток

Пункты базирования:
- Владивосток
- Фокино
- Дунай
- Советская Гавань
- Вилючинск — Камчатский край

### Черноморский флот
штаб:
- Севастополь

Пункты базирования:
- Севастополь
- Новороссийск

Военно-морские базы (ВМБ):
- Севастопольская военно-морская база
- Новороссийская военно-морская база
- Крымская военно-морская база

### Балтийский флот
штаб:
- Калининград

Пункты базирования:
- Балтийск
- Кронштадт

Военно-морские базы (ВМБ):
- Балтийская военно-морская база
- Ленинградская военно-морская база

### Каспийская флотилия
штаб:
- Каспийск[72]

Пункты базирования:
- Астрахань
- Махачкала
- Каспийск

### Зарубежные
Действующие
- Постоянное оперативное соединение ВМФ России в Средиземном море. Межфлотское оперативное соединение ВМФ создано в сентябре 2013 года для выполнения задач в Средиземноморском регионе (возле берегов Сирии). Включает от 10 до 20 кораблей и судов в зависимости от напряжённости ситуации и увеличения круга задач.
- ПМТО Тартус (Сирия) на Средиземном море.

В планах
- ПМТО в Судане (Республика Судан) на Красном море. По проекту численность российского контингента в новом пункте МТО не будет превышать 300 человек, а количество кораблей, одновременно находящихся в пункте, не должно превышать четырёх[73][74][75][76][77].
- Очамчира (Абхазия) на Чёрном море — планируется базирование ракетных катеров типа «Молния»[78][79], на 2012 год базируется дивизион береговой охраны Пограничной службы ФСБ России из 4 пограничных сторожевых катеров проектов «Соболь» и «Мангуст».

В 2010 году в Министерстве обороны Российской Федерации были планы иметь в будущем пункты материально-технического обеспечения на Ближнем Востоке не только в Тартусе, но и на острове Сокотра (Йемен) и в порту Триполи (Ливия). ПМТО на острове Сокотра (ранее там был ПМТО ВМФ СССР) нужен для обеспечения безопасности плавания российских гражданских судов боевыми кораблями в Аравийском море и Аденском заливе. ПМТО в Тартусе и Триполи — для контроля и оперативного реагирования на обстановку во взрывоопасном регионе Ближнего и Среднего Востока. Однако ввиду политической обстановки в указанных странах (восстание в Йемене, а особенно гражданская война в Ливии) эти планы вряд ли осуществимы в обозримом будущем.
После завершившихся в октябре 2013 года переговоров России и Вьетнама планировалось, что у России появится военно-морская база в этой стране. Документы о строительстве этой базы были подписаны в декабре 2013 года; однако в 2016 году Вьетнам дезавуировал эти планы.

## Перспективы

### Стратегия развития
Одной из важнейших задач развития ВМФ России является формирование многоцелевых морских группировок общего назначения, способных надёжно парировать военные угрозы с морских направлений, обеспечивать надёжность транспортных коммуникаций и охрану торговых судов, эффективно бороться с пиратством. Всё больше внимания ВМФ будет оказывать на такой регион, как Арктика, где сосредоточены богатейшие биоресурсы, запасы углеводородов и других полезных ископаемых. В результате ВМФ получит корабли, которые смогут длительно решать задачу в арктической зоне. Они будут обладать ядерной энергетической установкой и обладать определённым ледовым классом.
Развитие корабельного состава морских сил общего назначения на этапе 2012—2020 годов должно быть направлено на создание группировки сил СНС, повышение боевого потенциала подводных сил, наращивание состава и боевых возможностей надводных сил, создание морских сил оперативного реагирования. После 2020 года можно прогнозировать переход к широкомасштабному строительству автономных необитаемых подводных аппаратов и морских роботизированных систем, разработку специального донного оборудования, развёртываемого преимущественно с подводных носителей, различной номенклатуры и назначения.
На втором этапе развития с 2021 по 2030 года, предполагается завершить создание и принять на вооружение оружие на новых физических принципах, создать перспективные образцы вооружения морских сил общего назначения следующего поколения.

### План
В рамках ГПВ-2020 предполагается разместить заказы на: до десяти ракетных подводных крейсеров стратегического назначения проекта 955/955А/955У и стольких же — многоцелевых атомных подводных лодок проекта 855/855М, двадцать дизельных и неатомных подлодок, шесть составят лодки проекта 636.3 «Варшавянка», и четырнадцать лодок доработанного проекта 677 «Лада», четыре вертолётоносца «Мистраль», восемь фрегатов проекта 22350, шесть фрегатов проекта 11356, тридцать пять корветов, из них не менее двадцати корветов проектов 20380 и 20385, и корветов совершенно нового проекта, от пяти до десяти малых ракетных кораблей проекта 21631, шесть больших десантных кораблей проекта 11711, не менее десяти малых десантных кораблей на воздушной каверне проекта 21820 «Дюгонь», серию базовых тральщиков проекта 12700 «Александрит».
Также заканчивается проектировка нового эскадренного миноносца с ЯЭУ. На основе перспективного проекта планируется построить 6 кораблей. Эсминцы будут обладать элементами противоракетной и противокосмической обороны. ВМФ России должен получить 14—16 новейших эсминцев в течение 15—20 лет.
Кроме того, для ВМФ разрабатываются корабли прибрежной арктической зоны для патрулирования Баренцева, в перспективе — и Карского морей, которые способны решать задачи поддержания благоприятного оперативного режима, обеспечивать безопасность морской экономической деятельности. В первую очередь подобные корабли понадобятся для обеспечения безопасности и функционирования нефте- и газодобывающих платформ на шельфе. Государственной программой вооружения такие корабли предусматриваются, в том числе предусматривается создание судов обеспечения.

### Количество кораблей

Дизель-электрические подлодки проекта 677 «Лада»

В период до 2020 года Военно-морской флот Российской Федерации получит 54 современных боевых надводных корабля, 16 многоцелевых подводных лодок и 8 стратегических подводных ракетоносцев проекта «Борей». Не менее 20 корветов проекта 20380 и 20385, 5 (с возможным увеличением до 10) малых ракетных кораблей проекта 21631, не менее 14 фрегатов проектов 11356 и 22350, 6 БДК проекта 11711 (серия будет зависеть от испытаний головного корабля, который был спущен 18 мая 2012 года).
В подводной составляющей это 8 многоцелевых атомных подводных лодок проекта 885, 6 дизель-электрических подлодок проекта 636.3, 2 неатомные подлодки проекта 677 и 8 стратегических подводных ракетоносцев проекта «Борей».
Кроме этого, ВМФ России пополнится кораблями, выведенными в резерв.
На 31.07.2012 в резерве ВМФ России находилось около 20 атомных и дизельных подлодок, эсминцы проекта 956 (находятся в резерве, долгосрочном ремонте или консервации), а также, вероятно, большой противолодочный корабль Северного флота Адмирал Харламов (находится в резерве с 2006 года).
Вспомогательный флот планировал получить более 90 единиц вспомогательных судов; поставки планировались до 2020 года.
Эти цифры были приведены на совещании по перевооружению ВМФ 30 июля 2012 года.
12 марта 2019 года министр обороны России Сергей Шойгу заявил, что в течение года для Военно-морского флота будут построены четыре подводные лодки и семь надводных боевых кораблей. Также до конца года планировалось завершить ремонт семи кораблей и судов.

### Модернизация

ДЭПЛ проекта 877 «Палтус»

ДЭПЛ проекта 677 «Лада»

В 2012 году планировалось провести крупномасштабную модернизацию:
- ТАВКР проекта 1143 «Адмирал флота Советского Союза Кузнецов» (до 2020)[106][107]:

Прежде всего, планировалась замена недостаточно надёжной котлотурбинной силовой установки на газотурбинный или ядерный ГЭУ.
Имеющиеся пусковые установки ПКР 3М45 П-700 «Гранит» были демонтированы. Следовательно, появилась возможность до 4500-5000 м² увеличить ангар для размещения дополнительных самолётов. В ПВО корабля планировалась замена ЗРК 3К95 «Кинжал» новой системой с 80—120 зенитными ракетами средней дальности нового поколения. В сочетании с новым ЗРК планировались 4-6 ЗРПК «Панцирь-С1».
Авиапарк корабля ожидался в 26 новых истребителей МиГ-29К, плюс у ВМФ было намерение продлить ресурс тяжёлым палубным истребителям Су-33 (20 машин) минимум до 2017 или даже до 2025 года, а также ввести вертолёты и военно-морскую версию истребителей пятого поколения СУ-57 (на тот момент в разработке). Представлялось, что 15—20 перспективных истребителей будут построены до повторного ввода авианосца в состав флота, который ожидался в 2020 году, но после пожаров в 2019 и 2022 годах его запуск отложился на неопределённый срок.
- Двух тяжёлых атомных ракетных крейсеров проекта 1144 «Орлан»: «Адмирал Нахимов» (ремонт должен завершиться к 2021 году[112][113]), «Пётр Великий» (в ремонте до 2020 года)[107][114][115]. (Крейсеры «Киров» и «Адмирал Лазарев» ожидала утилизация[116][117]):

Главное планируемое приобретение крейсеров — УКСК (новейшие универсальные корабельные стрельбовые комплексы). В эти пусковые контейнеры можно будет устанавливать ракеты «Оникс», «Калибр» и в перспективе «Циркон» (планируемое основное оружие). Планировалось усилить и противовоздушную оборону: С-400 и новые системы ПВО ближнего боя; по этому плану «Орланы» будут нести более 300 ракет разных типов (с учётом зенитных ракет).
- Подводных лодок проекта 949А «Антей»,[119] с возможной достройкой заложенных корпусов этого проекта[120]:

Проект получит новые информационную, навигационную и систему связи, гидроакустическое оборудование. Также повысится ударная мощь: Комплекс «Калибр-ПЛ» заменит устаревшие «Граниты».
- Всех лодок проектов 971 «Щука-Б» и 877 «Палтус» под ракетный комплекс «Калибр-ПЛ»[122].
- Титановых лодок проектов 945 «Барракуда» и 945А «Кондор», после её завершения лодки будут схожи по боевым характеристикам с лодками проекта 885[123]:

Лодки получат новые гидроакустические станции, боевые информационно-управляющие системы, радары с радиотехнической станцией разведки, навигационную систему на базе ГЛОНАСС/GPS. Кроме того, на лодках поменяют системы вооружения и научат их стрелять крылатыми ракетами от комплекса «Калибр-ПЛ».
- БПК проекта 1155:

БПК оснастят современными пушками А-192, ракетами «Калибр» и новейшим комплексом ПВО и ПРО с ракетами от С-400 «Редут». Благодаря такой переделке БПК станут фактически эсминцами и смогут уничтожать не только подводные лодки, но и надводные корабли, самолёты, ракеты и наземные объекты. То есть станут универсальными боевыми кораблями.

## Знаки различия военнослужащих надводных и подводных сил

### Адмиралы и офицеры
| Код НАТО        | OF-9          | OF-8    | OF-7         | OF-6          | OF-5               | OF-4               | OF-3               | OF-2              | OF-1              | OF-1      | OF-1              |
| --------------- | ------------- | ------- | ------------ | ------------- | ------------------ | ------------------ | ------------------ | ----------------- | ----------------- | --------- | ----------------- |
| Погон           |               |         |              |               |                    |                    |                    |                   |                   |           |                   |
| Нарукавный знак |               |         |              |               |                    |                    |                    |                   |                   |           |                   |
| Звание          | Адмирал флота | Адмирал | Вице-адмирал | Контр-адмирал | Капитан 1-го ранга | Капитан 2-го ранга | Капитан 3-го ранга | Капитан-лейтенант | Старший лейтенант | Лейтенант | Младший лейтенант |

### Мичманы, старшины и матросы
| Код НАТО | OR-9           | OR-9   | OR-8                         | OR-6             | OR-5                | OR-4                | OR-2           | OR-1   |
| -------- | -------------- | ------ | ---------------------------- | ---------------- | ------------------- | ------------------- | -------------- | ------ |
| Погон    |                |        |                              |                  |                     |                     |                |        |
| Звание   | Старший мичман | Мичман | Главный корабельный старшина | Главный старшина | Старшина 1-й статьи | Старшина 2-й статьи | Старший матрос | Матрос |

## Знаки различия военнослужащих вспомогательных сил

### Генералы и офицеры
| Код НАТО                                       | OF-8              | OF-7              | OF-6          | OF-5      | OF-4         | OF-3  | OF-2    | OF-1              | OF-1      | OF-1              |
| ---------------------------------------------- | ----------------- | ----------------- | ------------- | --------- | ------------ | ----- | ------- | ----------------- | --------- | ----------------- |
| Береговые войска, медицинская служба и юстиция |                   |                   |               |           |              |       |         |                   |           |                   |
| Морская авиация                                |                   |                   |               |           |              |       |         |                   |           |                   |
| Звание                                         | Генерал-полковник | Генерал-лейтенант | Генерал-майор | Полковник | Подполковник | Майор | Капитан | Старший лейтенант | Лейтенант | Младший лейтенант |

### Прапорщики, сержанты и матросы
| Код НАТО                              | OR-9              | OR-9      | OR-8     | OR-6            | OR-5    | OR-4            | OR-2           | OR-1   |
| ------------------------------------- | ----------------- | --------- | -------- | --------------- | ------- | --------------- | -------------- | ------ |
| Береговые войска и медицинская служба |                   |           |          |                 |         |                 |                |        |
| Морская авиация                       |                   |           |          |                 |         |                 |                |        |
| Звание                                | Старший прапорщик | Прапорщик | Старшина | Старший сержант | Сержант | Младший сержант | Старший матрос | Матрос |

## Нарукавные знаки по принадлежности к ВМФ ВС РФ (на левый рукав)

Для военнослужащих надводных и подводных сил
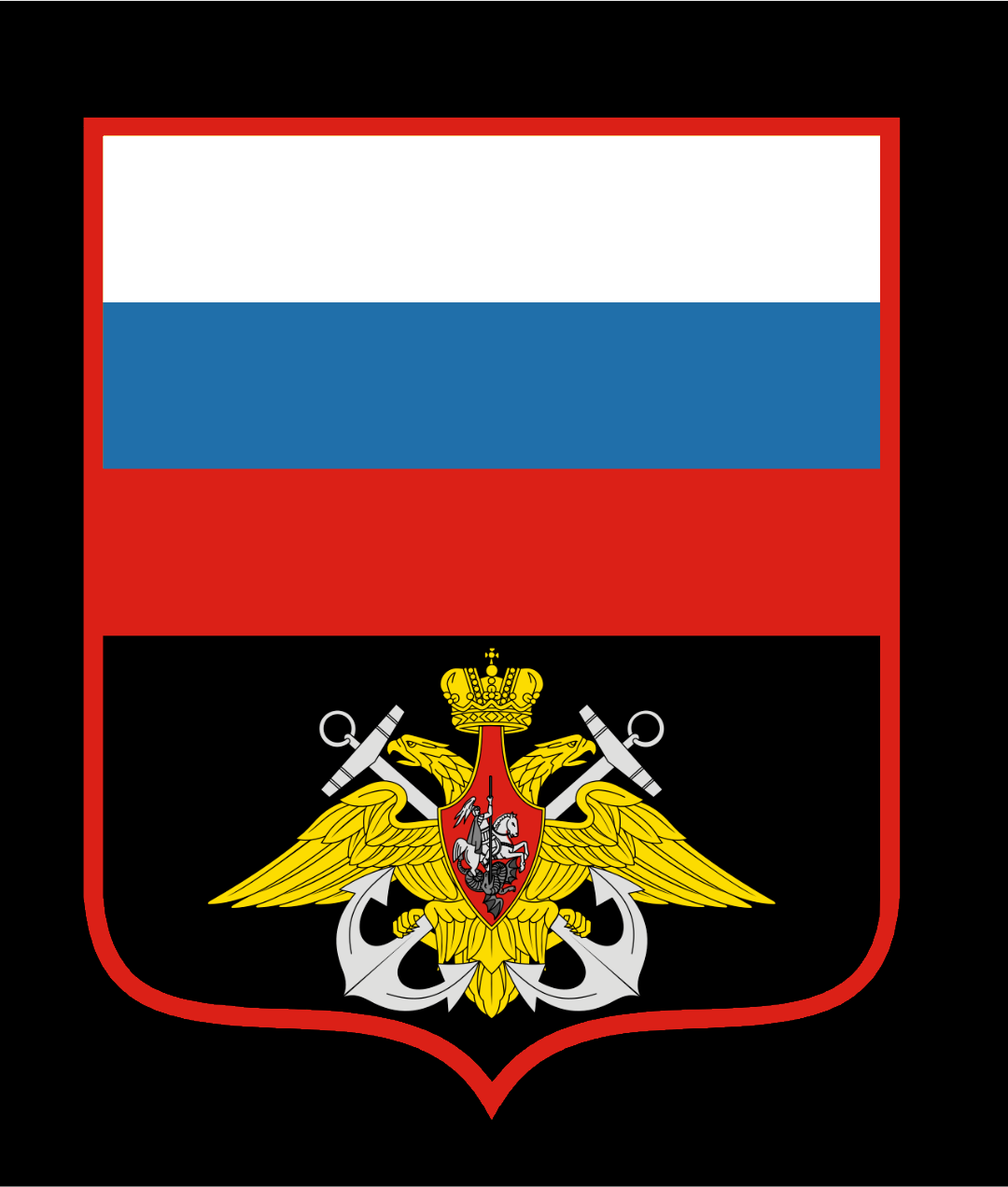
Для военнослужащих береговых войск и медицинской службы
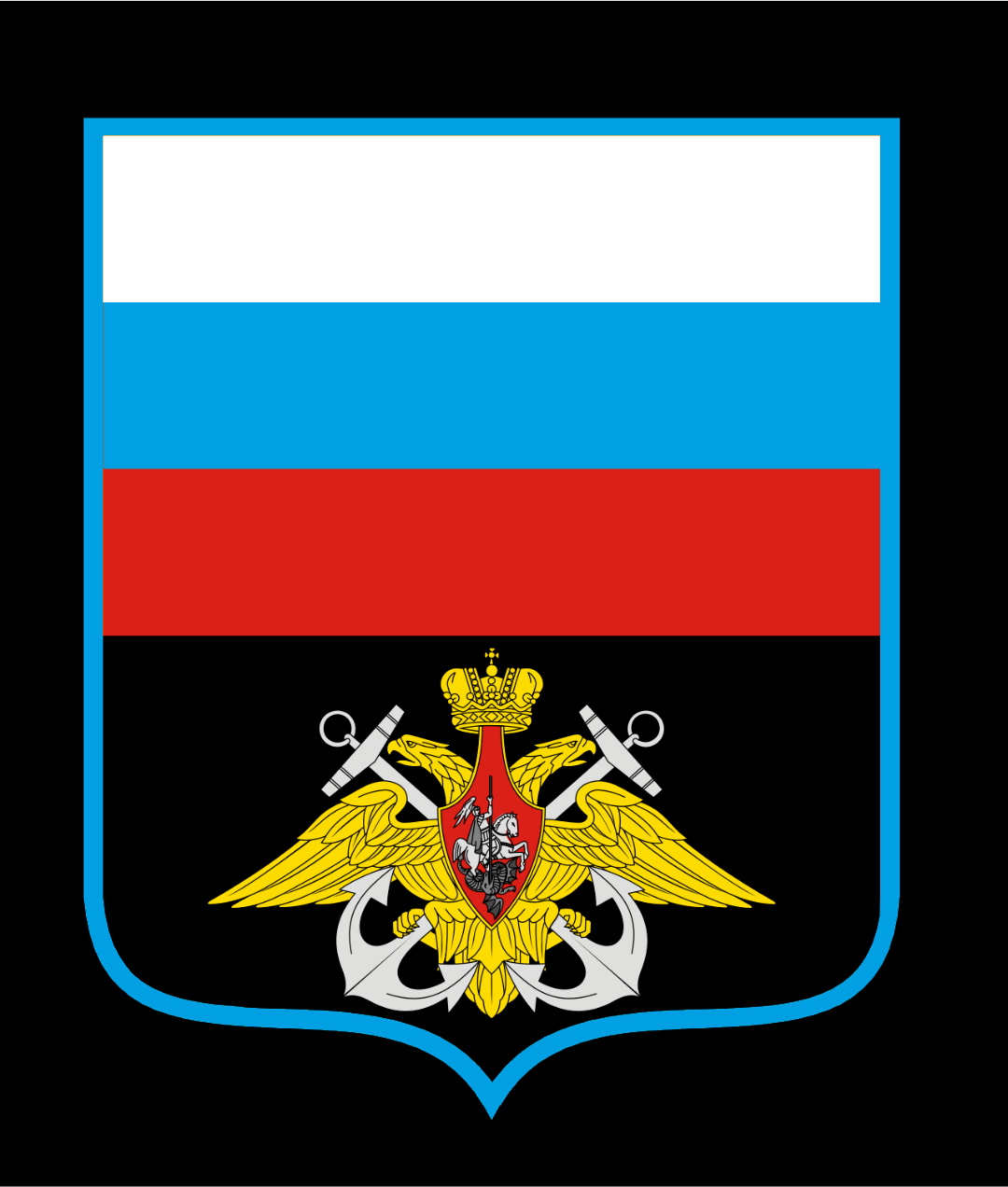
Для военнослужащих морской авиации

## Флаги кораблей и судов ВМФ России

Флаг
Гюйс
Вымпел боевых кораблей

### Флаги должностных лиц ВМФ России

Штандарт главнокомандующего Военно-морским флотом России.

## Награды
26.07.2020 года (в День Военно-морского Флота) в здании Адмиралтейства состоялась торжественная церемония вручения Корабельной чаши Главному командованию ВМФ.

## Учебные заведения ВМФ РФ
- Военный учебно-научный центр ВМФ «Военно-морская академия им. Адмирала Флота Советского Союза Н. Г. Кузнецова» (имеет в своём составе головной вуз и 9 институтов и филиалов);
- Корпус Петра I военно-морской институт (Санкт-Петербург);
- Военно-морской политехнический институт (Санкт-Петербург);
- Военно-морской институт радиоэлектроники имени А. С. Попова (Санкт-Петербург);
- Тихоокеанское высшее военно-морское училище им. С. О. Макарова;
- Черноморское высшее военно-морское ордена Красной Звезды училище имени П. С. Нахимова;
- Нахимовское военно-морское училище (Санкт-Петербург),
  - Филиал Нахимовского военно-морского училища (Владивостокское президентское кадетское училище),
  - Филиал Нахимовского военно-морского училища (Севастопольское президентское кадетское училище),
  - Филиал Нахимовского военно-морского училища (Мурманское Нахимовское военно-морское училище).
- Кронштадтский морской кадетский военный корпус[126].
- Объединённый учебный центр ВМФ России (включает 8 филиалов в Санкт-Петербурге, Севастополе, Северодвинске и Владивостоке; на 2017 год ведёт подготовку младших специалистов по 54 военно-учётным специальностям)[127].
- Учебный центр подготовки экипажей подводных лодок ВМФ России (Сосновый Бор, Ленинградская область).
- Учебные военные центры в системе военного образования Минобороны России (действуют при нескольких государственных гражданских вузах).